# L'Haÿ-les-Roses
L'Haÿ-les-Roses (/lai lɛ ʁoz/) est une commune située dans la région Île-de-France, en France,
Devenue sous-préfecture en 1972, la ville est ainsi un chef-lieu d'arrondissement du Val-de-Marne.
L'Haÿ-les-Roses est l'une des quatre communes françaises comportant un y tréma dans leur nom (avec Moÿ-de-l'Aisne, Faÿ-lès-Nemours et Aÿ-Champagne).

## Géographie

### Localisation

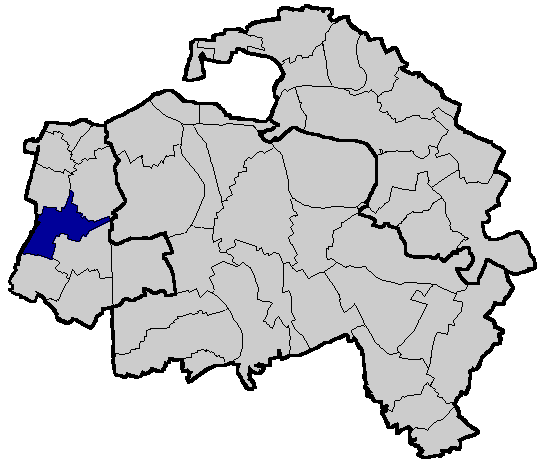
Localisation de L'Haÿ-les-Roses dans le Val-de-Marne.

L'Haÿ-les-Roses est une ville de la banlieue sud de Paris située dans l'ouest du département du Val-de-Marne.
Elle se trouve dans l'aire d'attraction de Paris, ainsi que dans son unité urbaine, dans sa zone d'emploi et dans son bassin de vie

### Communes limitrophes
Les communes limitrophes sont Antony, Bourg-la-Reine, Cachan, Villejuif, Chevilly-Larue et Fresnes.
|                | Cachan          | Villejuif       |
| Bourg-la-Reine | L'Haÿ-les-Roses | Vitry-sur-Seine |
| Antony         | Fresnes         | Chevilly-Larue  |

### Géologie et relief
L'Haÿ-les-Roses est située dans le bassin parisien, pour moitié dans la vallée de la Bièvre et pour moitié sur le plateau de Longboyau.
Elle se situe au-dessus de deux importants aquifères : 
- les sables de l'Albien qui, vers 600 m de profondeur, contiennent une eau légèrement ferrugineuse à une température d’environ 28 °C ;
- un aquifère profond, dans le Dogger (vers 2 000 m de profondeur), présente une eau très chargée en sels et à une température de 70 °C.

### Hydrographie

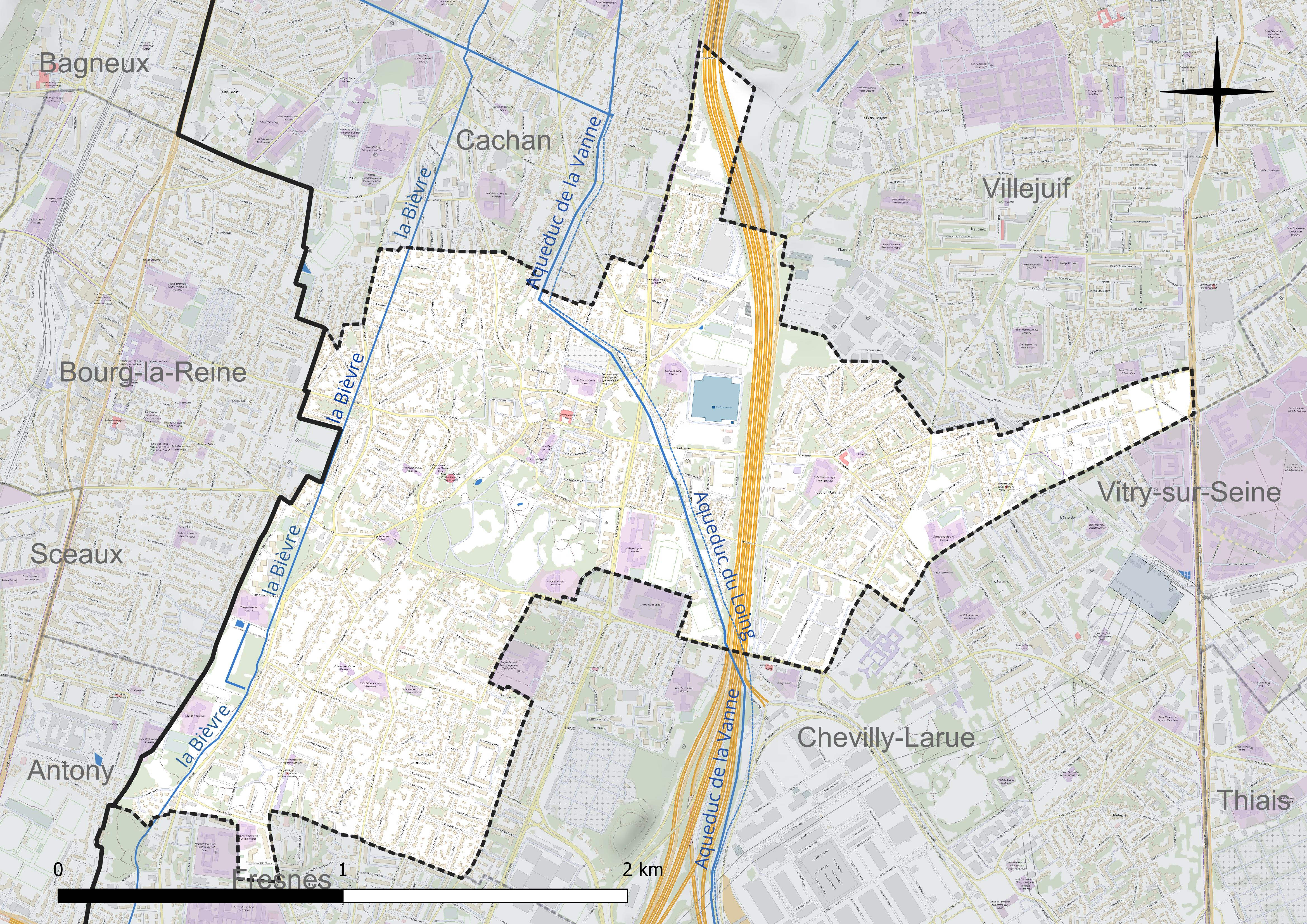
Carte hydrographique de la commune.

L'Haÿ-les-Roses est parcourue par la Bièvre qui avait été recouverte au début des années 1950 dans sa partie nord à partir de Fresnes et dès 1910, en aval de l'ancien moulin jusqu'à Cachan. En 2019, la rivière est encore enterrée sur une longueur d’une centaine de mètres au nord du « parc des prés de la Bièvre », sous les jardins de pavillons privés puis sous l’avenue Victor Hugo. En revanche, elle a été remise au jour en 2016 sur 600 m dans le parc « La Fontaine », le long de l’avenue Flouquet.
En aval du parc La Fontaine, dans le « parc de la Bièvre », le bras vif, bief artificiel qui alimentait un moulin, est encore enterré en 2019. Son parcours est cependant matérialisé par un dallage jusqu’à l’avenue Larroumès à côté de l’ancien moulin, actuellement centre municipal d’accueil. À l’emplacement de ce parc, un bras mort à l’ouest se séparait du bras vif.
La Bièvre, enterrée depuis 1910 le long de l’avenue Henri-Barbusse, recevait sur sa rive gauche, à l’angle de la rue de la Cosarde, un petit affluent : le ru de Blagis ou ruisseau de la Fontaine du Moulin, qui prenait sa source au Plessis-Robinson.
L'acqueduc du Loing traverse également Paris pour alimenter Paris en eau potable.

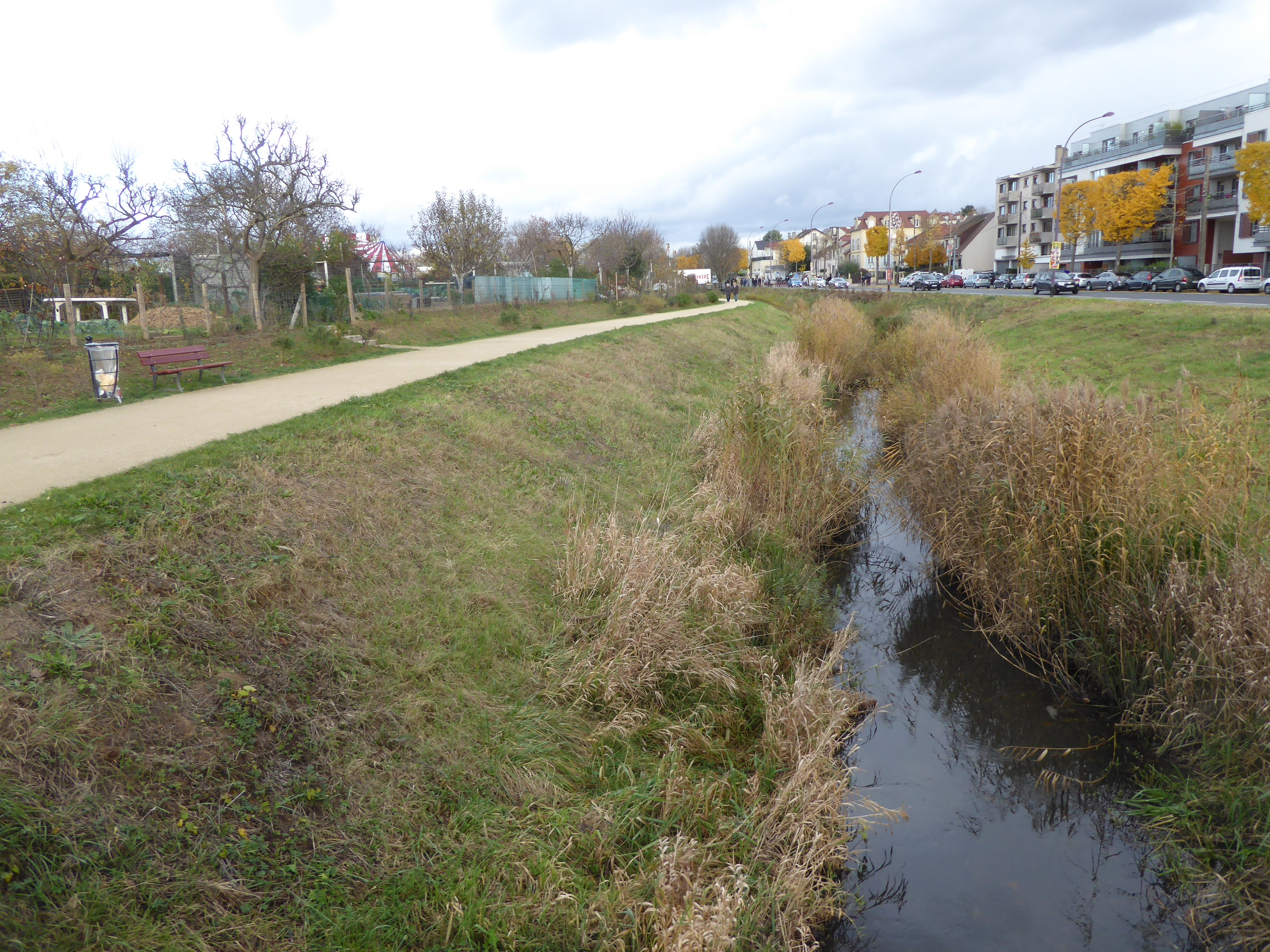
La Bièvre remise à l’air dans le parc La Fontaine.
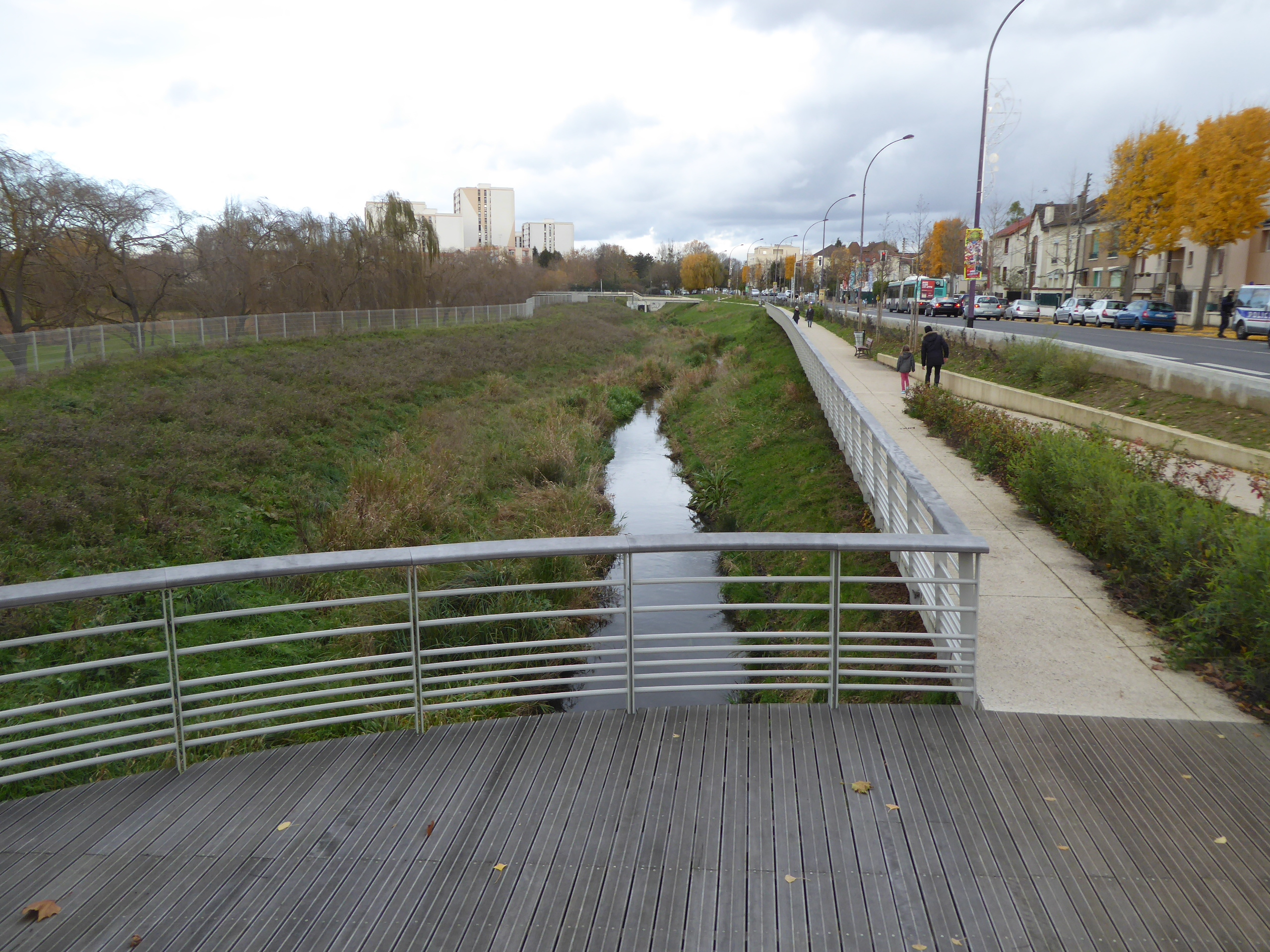
Bièvre le long de l’avenue Flouquet.
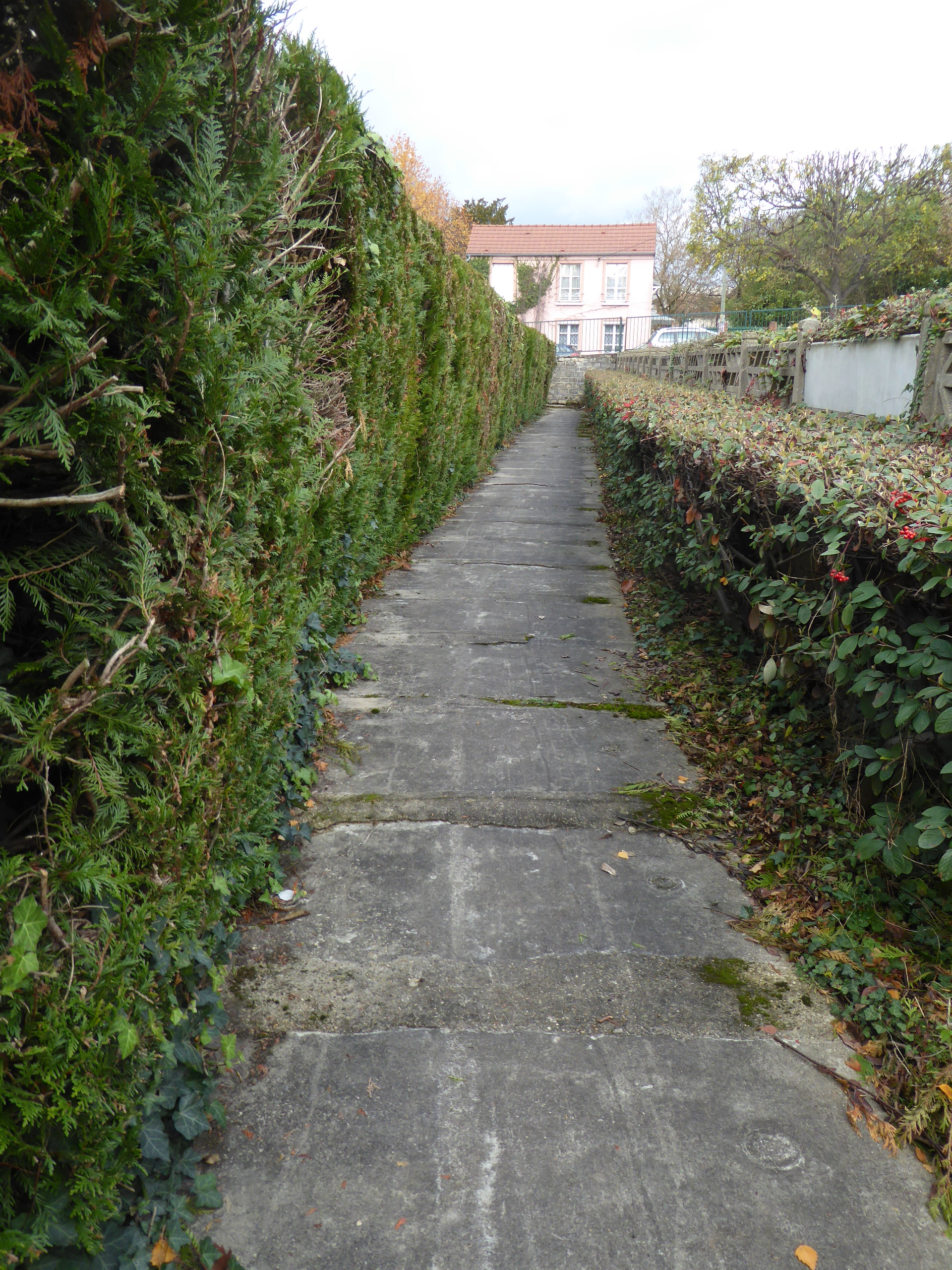
La Bièvre recouverte dans le parc de la Bièvre vers le moulin.

### Climat
Pour des articles plus généraux, voir Climat de l'Île-de-France et Climat du Val-de-Marne.
En 2010, le climat de la commune est de type climat océanique dégradé des plaines du Centre et du Nord, selon une étude du CNRS s'appuyant sur une série de données couvrant la période 1971-2000. En 2020, Météo-France publie une typologie des climats de la France métropolitaine dans laquelle la commune est exposée à un climat océanique altéré et est dans la région climatique Sud-ouest du bassin Parisien, caractérisée par une faible pluviométrie, notamment au printemps (120 à 150 mm) et un hiver froid (3,5 °C).
Pour la période 1971-2000, la température annuelle moyenne est de 11,7 °C, avec une amplitude thermique annuelle de 15,4 °C. Le cumul annuel moyen de précipitations est de 642 mm, avec 11 jours de précipitations en janvier et 7,7 jours en juillet. Pour la période 1991-2020, la température moyenne annuelle observée sur la station météorologique la plus proche, située à Choisy-le-Roi à 5 km à vol d'oiseau, est de 12,7 °C et le cumul annuel moyen de précipitations est de 607,2 mm,. Pour l'avenir, les paramètres climatiques de la commune estimés pour 2050 selon différents scénarios d'émission de gaz à effet de serre sont consultables sur un site dédié publié par Météo-France en novembre 2022.
| Mois                                  | jan.             | fév.            | mars          | avril         | mai           | juin          | jui.          | août           | sep.          | oct.          | nov.          | déc.          | année      |
| ------------------------------------- | ---------------- | --------------- | ------------- | ------------- | ------------- | ------------- | ------------- | -------------- | ------------- | ------------- | ------------- | ------------- | ---------- |
| Température minimale moyenne (°C)     | 2,8              | 2,7             | 4,8           | 7,3           | 10,7          | 13,9          | 15,8          | 15,6           | 12,5          | 9,2           | 5,6           | 3,3           | 8,7        |
| Température moyenne (°C)              | 5,3              | 5,8             | 8,8           | 12,1          | 15,6          | 18,9          | 21            | 20,9           | 17,2          | 12,9          | 8,4           | 5,7           | 12,7       |
| Température maximale moyenne (°C)     | 7,7              | 8,9             | 12,8          | 16,9          | 20,5          | 23,8          | 26,2          | 26,2           | 21,9          | 16,6          | 11,1          | 8,1           | 16,7       |
| Record de froid (°C) date du record   | −11,5 01.01.1997 | −9,5 07.02.1991 | −7 02.03.05   | −1 14.04.19   | 1 07.05.1997  | 6 07.06.05    | 8 11.07.1993  | 7,5 28.08.1998 | 4 30.09.1995  | −1 24.10.03   | −7 24.11.1998 | −8 31.12.1996 | −11,5 1997 |
| Record de chaleur (°C) date du record | 16 12.01.04      | 21,2 27.02.19   | 26,2 31.03.21 | 29,6 18.04.18 | 33,3 27.05.05 | 37,5 27.06.11 | 41,7 25.07.19 | 40,5 12.08.03  | 35,3 14.09.20 | 28,9 03.10.11 | 21 08.11.15   | 17 16.12.1989 | 41,7 2019  |
| Précipitations (mm)                   | 49,5             | 43,3            | 43,3          | 44,7          | 58,6          | 54,5          | 53            | 52,5           | 43,2          | 51,6          | 52,7          | 60,3          | 607,2      |

### Milieux naturels et biodiversité
- Les espaces verts représentent environ quarante hectares de la ville[10].

## Urbanisme

### Typologie
Au 1er janvier 2024, L'Haÿ-les-Roses est catégorisée grand centre urbain, selon la nouvelle grille communale de densité à sept niveaux définie par l'Insee en 2022.
Elle appartient à l'unité urbaine de Paris, une agglomération inter-départementale regroupant 407  communes, dont elle est une commune de la banlieue,,.
Par ailleurs la commune fait partie de l'aire d'attraction de Paris, dont elle est une commune du pôle principal,. Cette aire regroupe 1 929 communes,.

### Occupation des sols

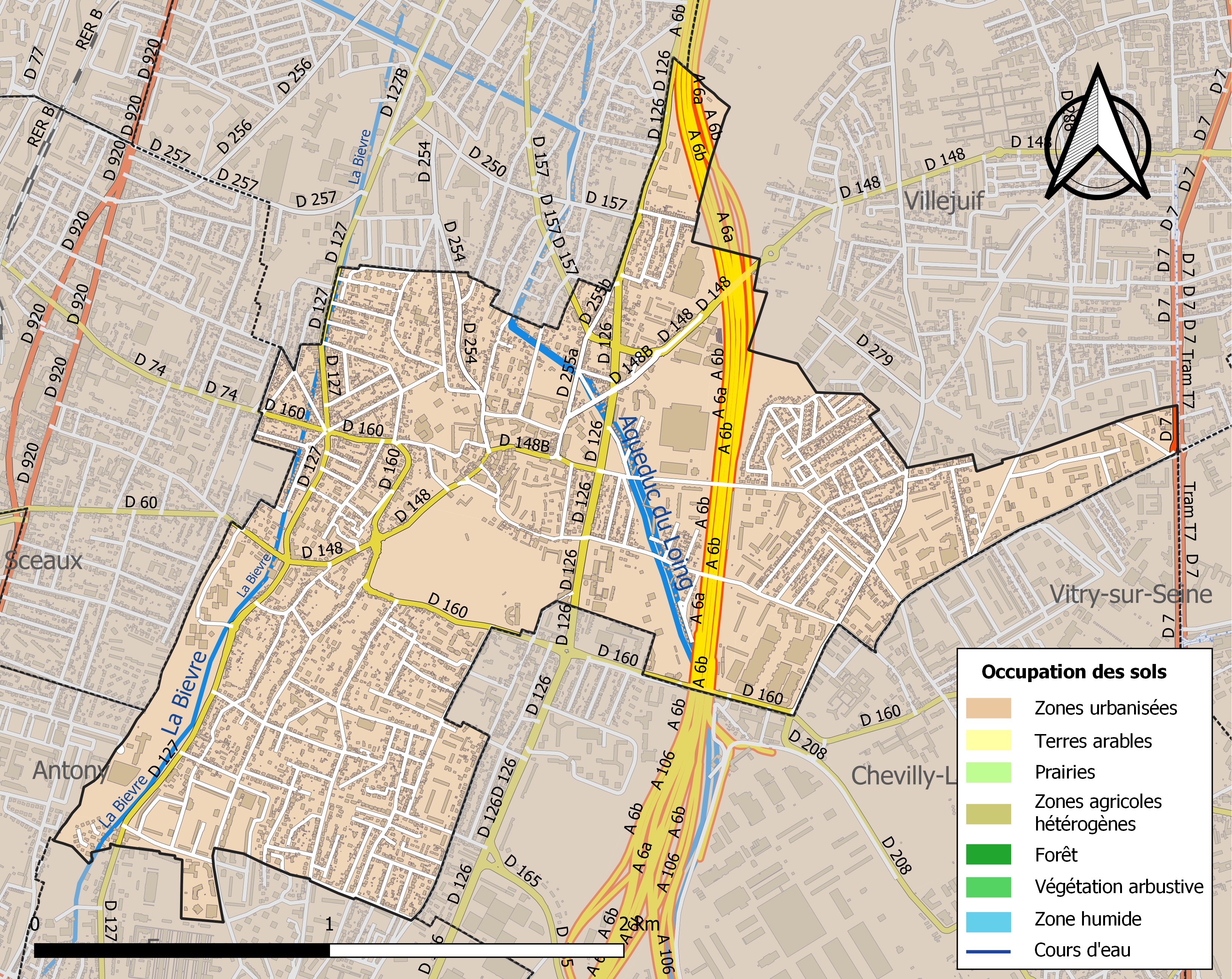
Carte des infrastructures et de l'occupation des sols de la commune en 2018 (CLC).

### Morphologie urbaine
L'Haÿ-les-Roses est constituée de six quartiers : Blondeaux, Centre, Jardin parisien, Lallier, Vallée-aux-renards, Petit Robinson.

### Habitat et logement
En 2021, le nombre total de logements dans la commune était de 14 082, alors qu'il était de 13 462 en 2016 et de 13 100 en 2011.
Parmi ces logements, 91,7 % étaient des résidences principales, 1,4 % des résidences secondaires et 6,9 % des logements vacants. Ces logements étaient pour 25,6 % d'entre eux des maisons individuelles et pour 71,7 % des appartements.
Le tableau ci-dessous présente la typologie des logements à l'L'Haÿ-les-Roses en 2021 en comparaison avec celle du Val-de-Marne et de la France entière. Une caractéristique marquante du parc de logements est ainsi la faible proportion des résidences secondaires et logements occasionnels (1,4 %) par rapport au département (2 %) et à la France entière (9,7 %).
| Typologie                                               | L'Haÿ-les-Roses | Val-de-Marne | France entière |
| ------------------------------------------------------- | --------------- | ------------ | -------------- |
| Résidences principales (en %)                           | 91,7            | 92,1         | 82,2           |
| Résidences secondaires et logements occasionnels (en %) | 1,4             | 2            | 9,7            |
| Logements vacants (en %)                                | 6,9             | 5,8          | 8,1            |

La commune respecte les obligations qui lui sont faites par l'article 55 de la loi SRU de disposer d'au moins 25 % de son parc de résidences principales constituées de logements sociaux

### Voies de communication et transports

#### Voies routières
À une distance de l’ordre de 5 km du sud de Paris, la commune est desservie à l’ouest par l’ancienne nationale 20 depuis la porte d’Orléans, devenue départementale 920, à l’est par l’autoroute A6 : branche A6a depuis la porte d’Orléans, branche A6b depuis la porte d’Italie.

#### Transports en commun

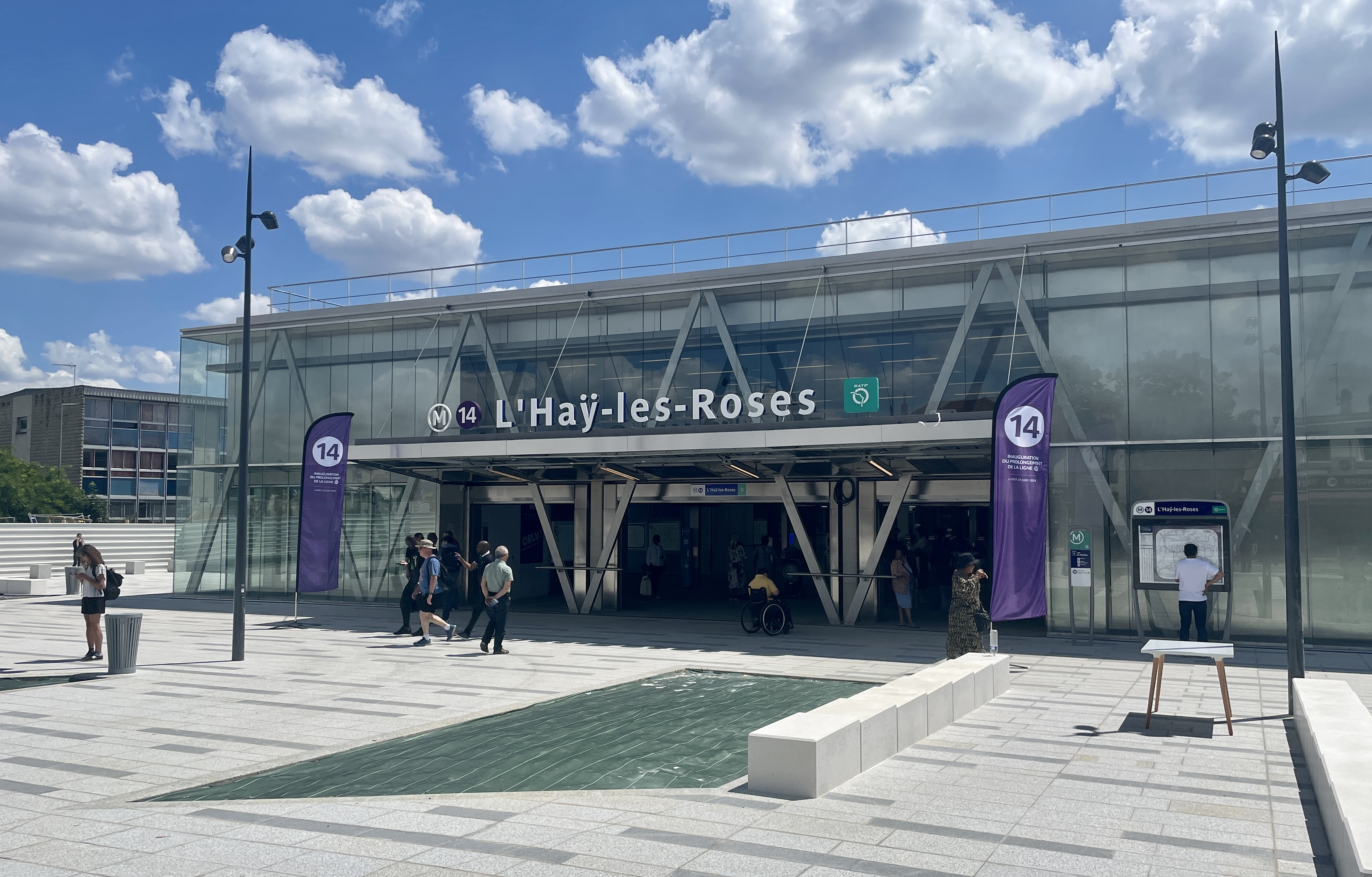
La ligne 14 du métro de Paris à la station L'Haÿ-les-Roses.

La ville de L’Haÿ-les-Roses est traversée :
- par la ligne 14 du métro de Paris à la station L'Haÿ-les-Roses ;
- par la ligne 7 du tramway d'Île-de-France à la station Domaine Chérioux (située entre Vitry-sur-Seine et Chevilly-Larue, à 50 m de la limite communale de L’Haÿ-les-Roses) :
- par huit lignes du réseau de bus RATP, une ligne du réseau de bus Valouette et une ligne de Noctilien (en limite communale).

### Énergie
Une centrale photovoltaïque de 11 800 m2 est installée en 2017 sur le réservoir de l'usine de production d'eau potable d’Eau de Paris. C’est alors la plus grande centrale photovoltaïque d’Île-de-France, capable d'alimenter 500 logements par an.
Depuis 1985, L’Haÿ-les-Roses, Chevilly-Larue et Villejuif (Val-de-Marne) sont regroupés dans le plus grand réseau de chaleur géothermique d'Europe (en 2015) qui dessert environ 45 000 habitants (19 200 équivalents-logements). Des visites sont organisées pour les particuliers et les groupes. L'eau est puisée dans un aquifère profond, le Dogger (−2 000 m, 70 °C), bien en dessous de l'aquifère des puits artésiens de Paris (- 600 m, 30 °C) du XIXe siècle.

## Toponymie

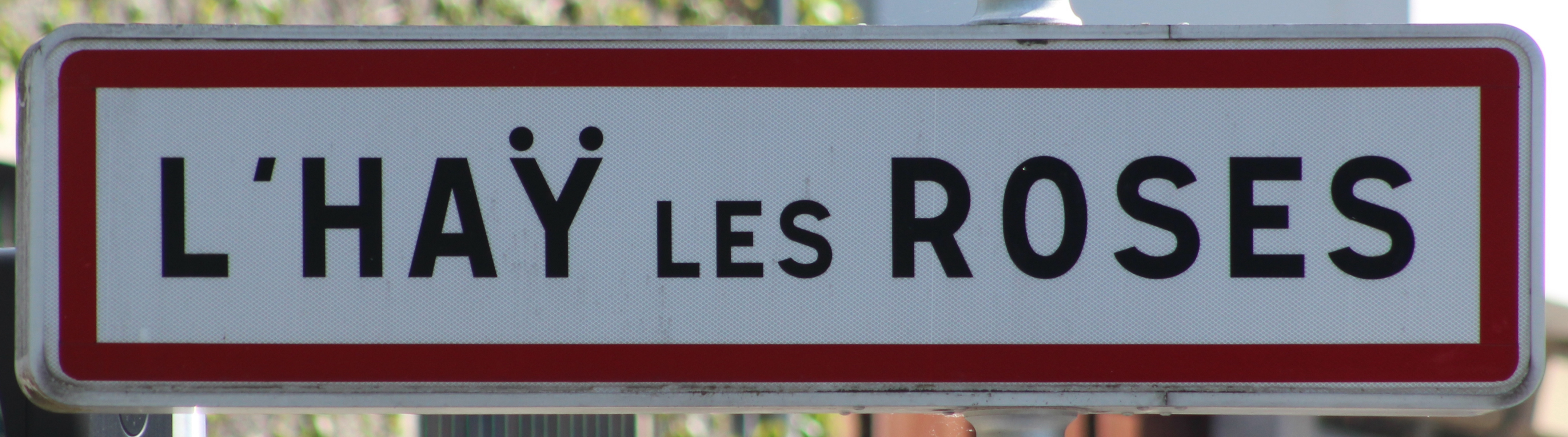
Panneau d'entrée.

Le toponyme vient d'un nom de domaine gallo-roman Laiacum (795), Lagiacum (829) « domaine de Laius », qui évolue régulièrement en Lay /laj/ puis est écrit L'Haÿ avec déglutination d'un article inexactement supposé.
C'est en 1914 que L'Haÿ obtient de devenir « L'Haÿ-les-Roses », honorant ainsi la notoriété de sa roseraie créée par Jules Gravereaux entre 1892 et 1894. Après vote du conseil municipal en date du 22 octobre 1912 (qui dénonce une homophonie avec la commune de Lagny, distante d'une cinquantaine de kilomètres, qui deviendra Lagny-sur-Marne en 1971), un décret présidentiel est signé le 10 mai 1914. Le président Raymond Poincaré et Jules Gravereaux étaient amis, ce qui fait qu'on ne sait pas qui du maire, du rhodologue ou du président a eu l'initiative de ce changement de nom, qui intervient pour le vingtième anniversaire de la roseraie. Le délai entre la décision du conseil municipal et le décret peut être expliqué par le fait que les rosiers fleurissant en mai, l'événement aurait été organisé début mai.

## Histoire

### Moyen Âge
Le plus ancien document concernant les terres de Laiacum est une charte de Charlemagne datée de 798 et affirmant les droits de l’Église de Paris sur ce lieu. La légende ecclésiastique locale affirme que ces droits remonteraient à Clovis Ier, roi des Francs converti au christianisme après la fin de l’Empire romain d'Occident. Clovis aurait distribué une partie importante des terres de l’actuelle banlieue parisienne, dont le domaine de Laiacum, à l’Église de Paris.
Sous Inchadus (810-831), successeur d'Erchanrade Ier, a lieu le 6 juin 829 le huitième concile de Paris où il est décidé que Lay dépendrait de Saint-Germain-des-Prés.
L’expansion en France du domaine royal au détriment des pouvoirs nobiliaires et ecclésiastiques empêche ceux-ci de constituer des États comme dans le « Saint-Empire » germanique et, au XIIe siècle, Lay passe du domaine de l’Église à celui du Roi. Au cours des siècles, le petit village de Lay se développe à partir de la rue des Tournelles, la plus ancienne de la commune. Les rois de France y font parfois escale lors de leurs fréquents voyages entre Paris et Orléans (leur nuitées étant à Dourdan et Étampes).

### Temps moderne
L'édit du 25 juin 1787 réunit en une seule municipalité les paroisses de Chevilly et Lay[réf. nécessaire].

### Révolution française et Empire
Le 14 avril 1789, un cahier de doléances commun est rédigé pour les deux paroisses. Si la loi du 14 décembre 1789 crée les communes, ce n’est que le 17 mars 1793 que les deux anciennes paroisses sont érigées en communes distinctes.

### Époque contemporaine

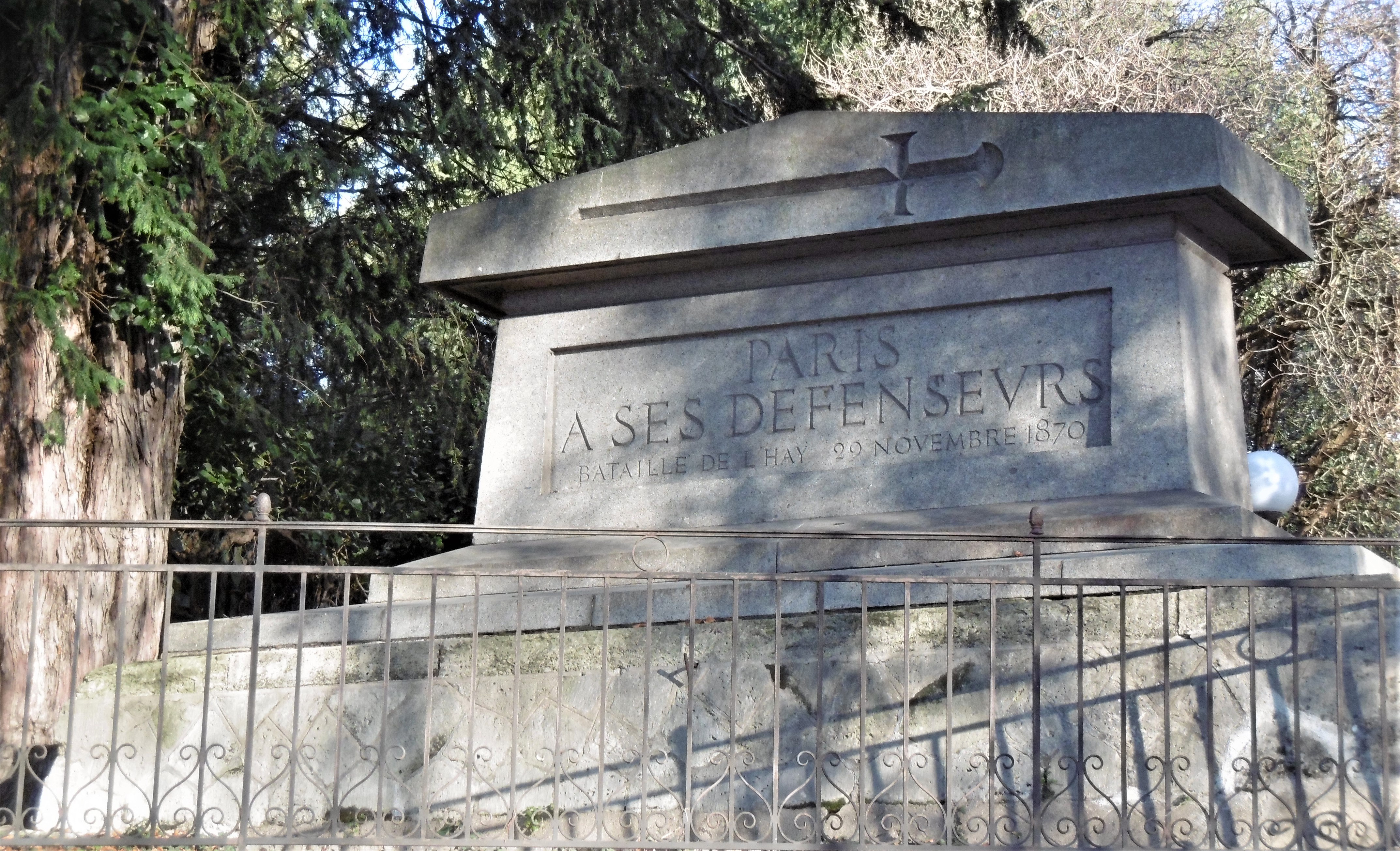
Mémorial de la bataille de l'Haÿ-les-Roses.

Durant le siège de Paris de la guerre franco-allemande de 1870 et plus particulièrement le 29 novembre 1870, l'Haÿ est l'enjeu d'un combat de diversion dans le cadre de la Bataille de Champigny.

L'Haÿ-les-Roses au tout début du XXe siècle
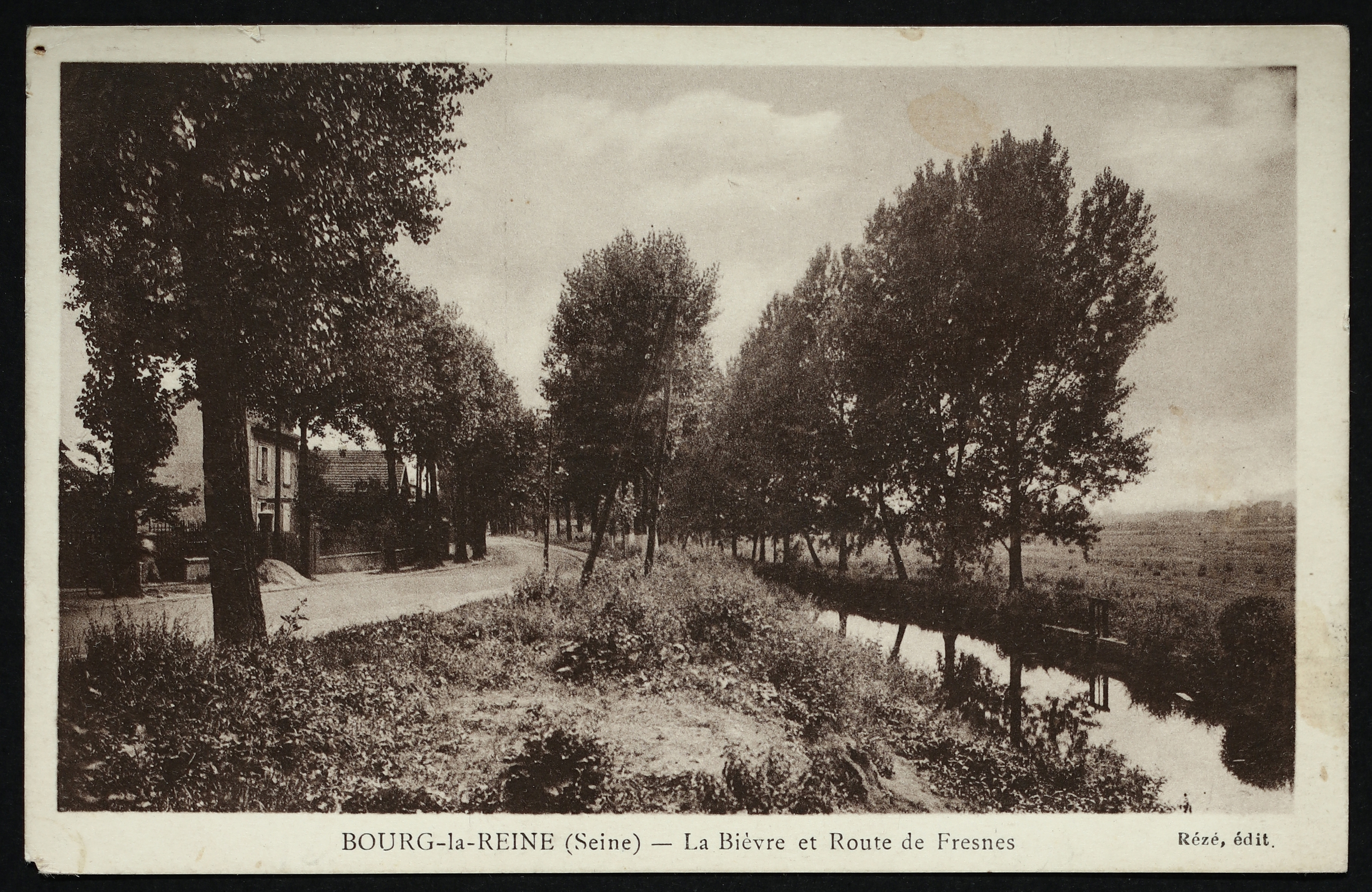
La Bièvre et la Route de Fresnes.
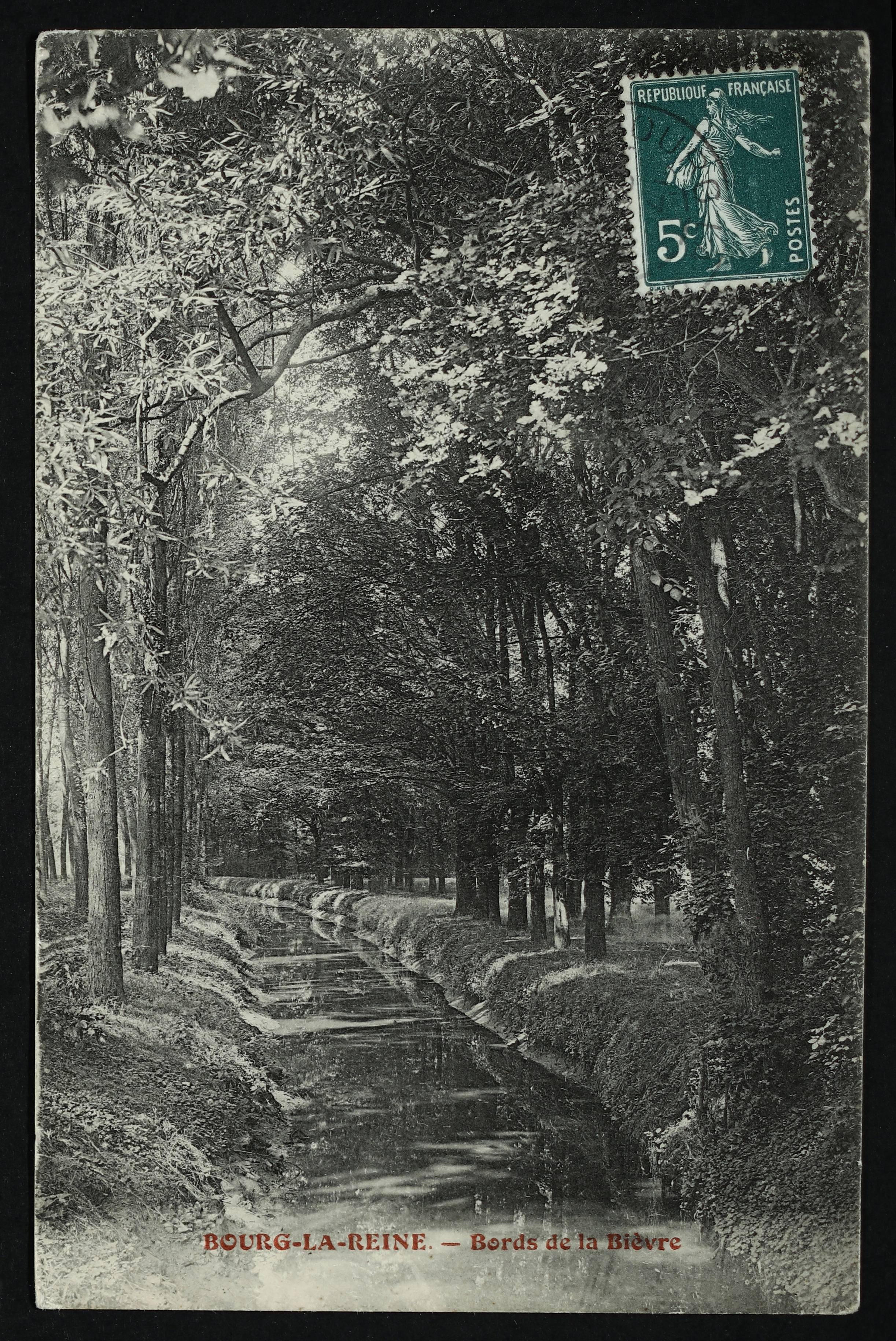
Les bords de la Bièvre.
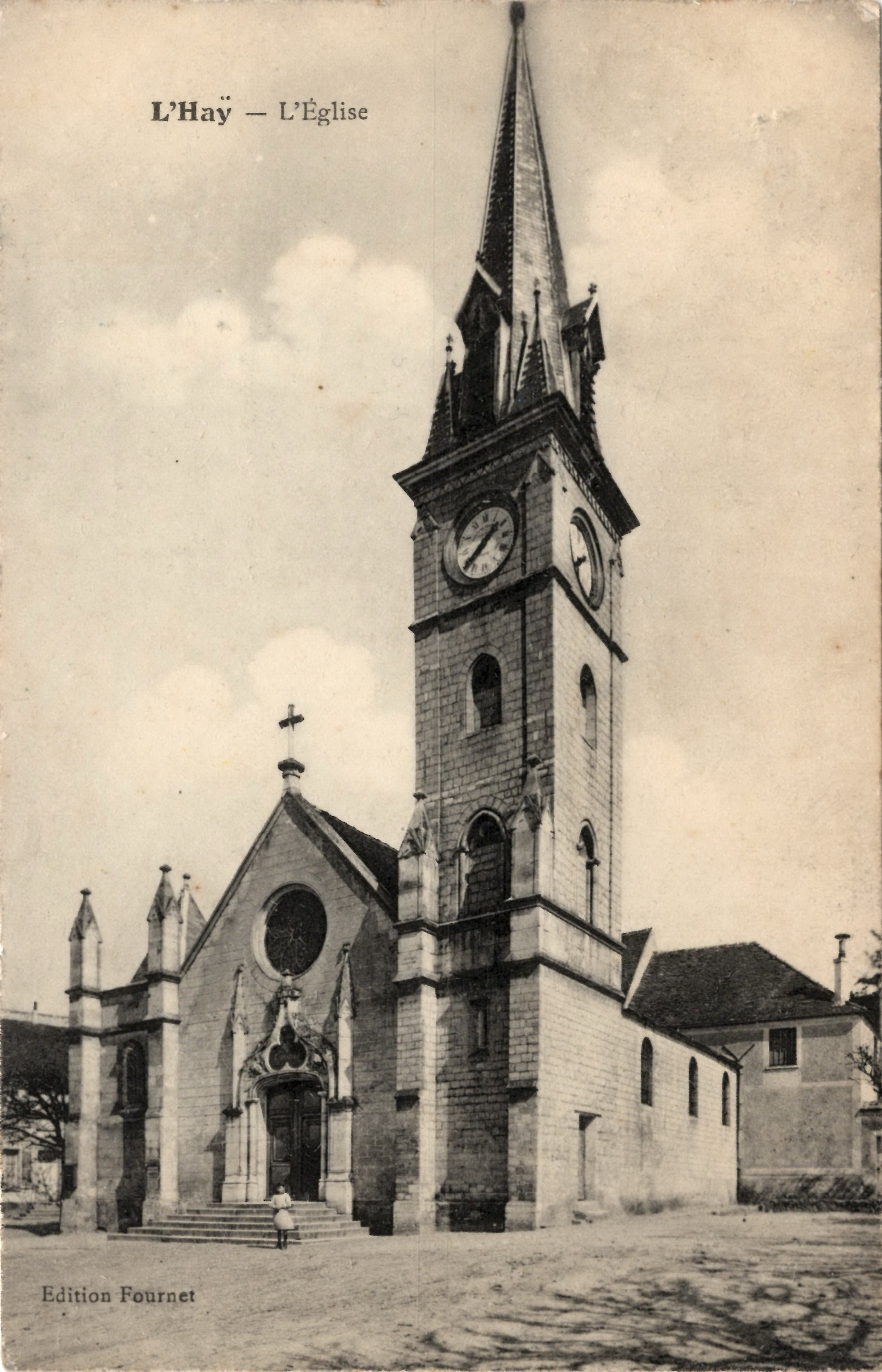
L'église.
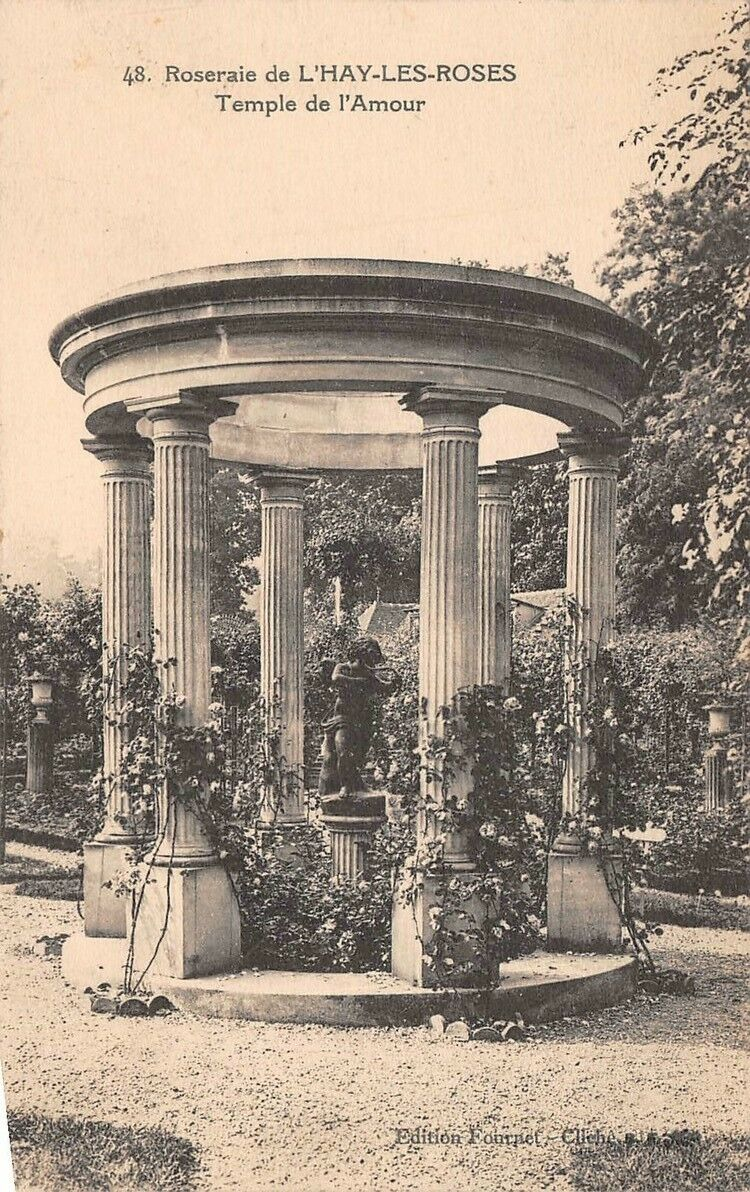
Le Temple de l'amour à la Roseraie.

Le 20 mars 1927, Nestor Makhno réunit un congrès international anarchiste dans la ville. L'ensemble des participants sera arrêté par la police.
La commune participe à l'essor industriel de la région parisienne en développant de petites fabriques liées à la nature argileuse de son sol : plâtrières, carrières et briquèteries qui employèrent plusieurs centaines de personnes jusque dans les années 1950. Durant les « Trente Glorieuses », elle voit s'élever, notamment sur le plateau du Longboyau, des cités ouvrières dévolues principalement aux employés des PTT, comme dans la commune voisine de Chevilly.[réf. nécessaire]

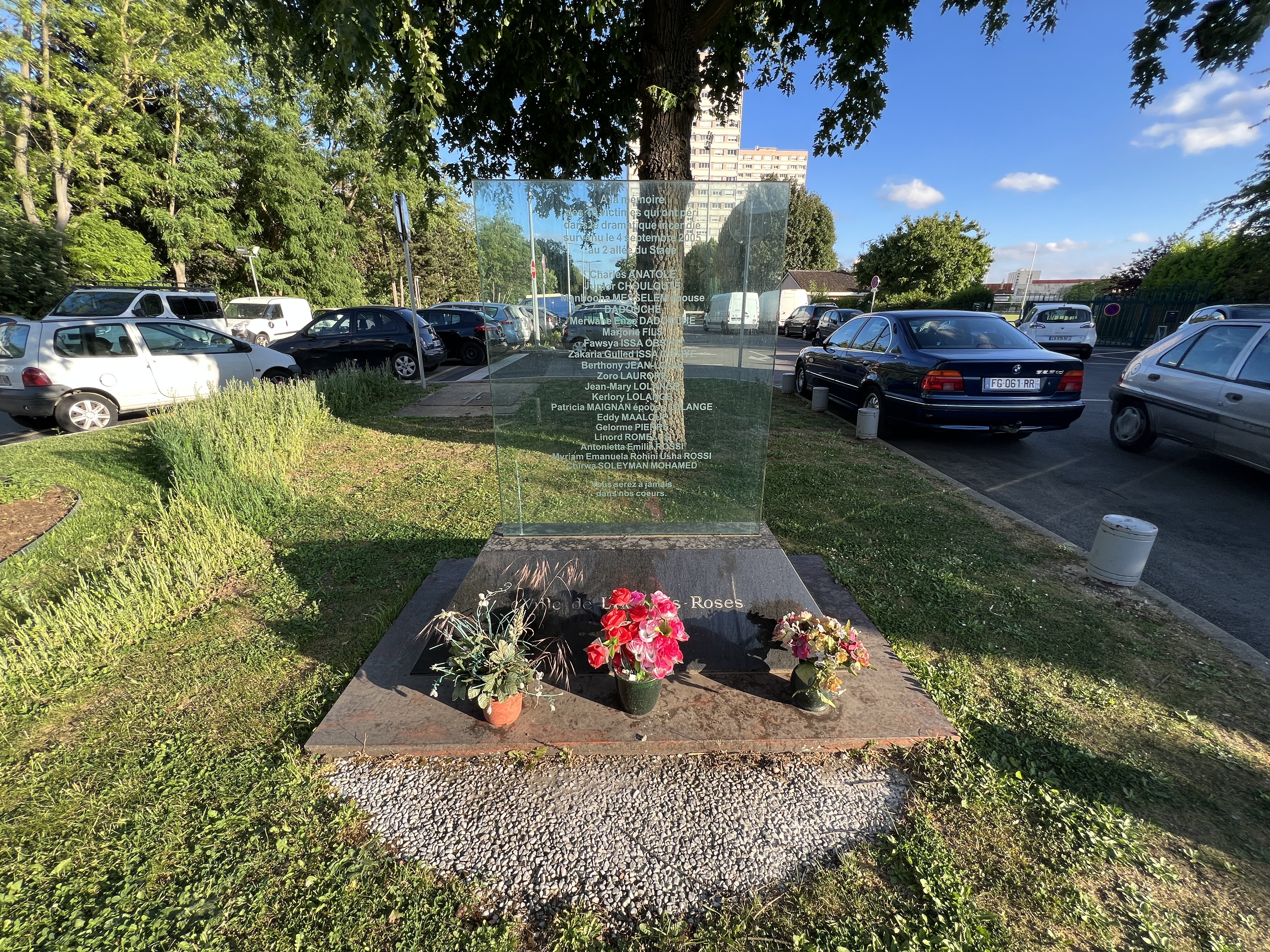
Mémorial aux victimes de l'incendie du 4 septembre 2005.

En 2005, la commune est le théâtre de l'incendie criminel d'une tour HLM, qui fait 18 morts dans la nuit du 3 au 4 septembre.
Le 2 juillet 2023, la commune attire l'attention des médias français et internationaux (jusqu'en Nouvelle-Zélande) lors des émeutes consécutives à la mort de Nahel Merzouk avec l'attaque du domicile du maire Vincent Jeanbrun.

## Politique et administration

### Rattachements administratifs et électoraux

#### Rattachements administratifs

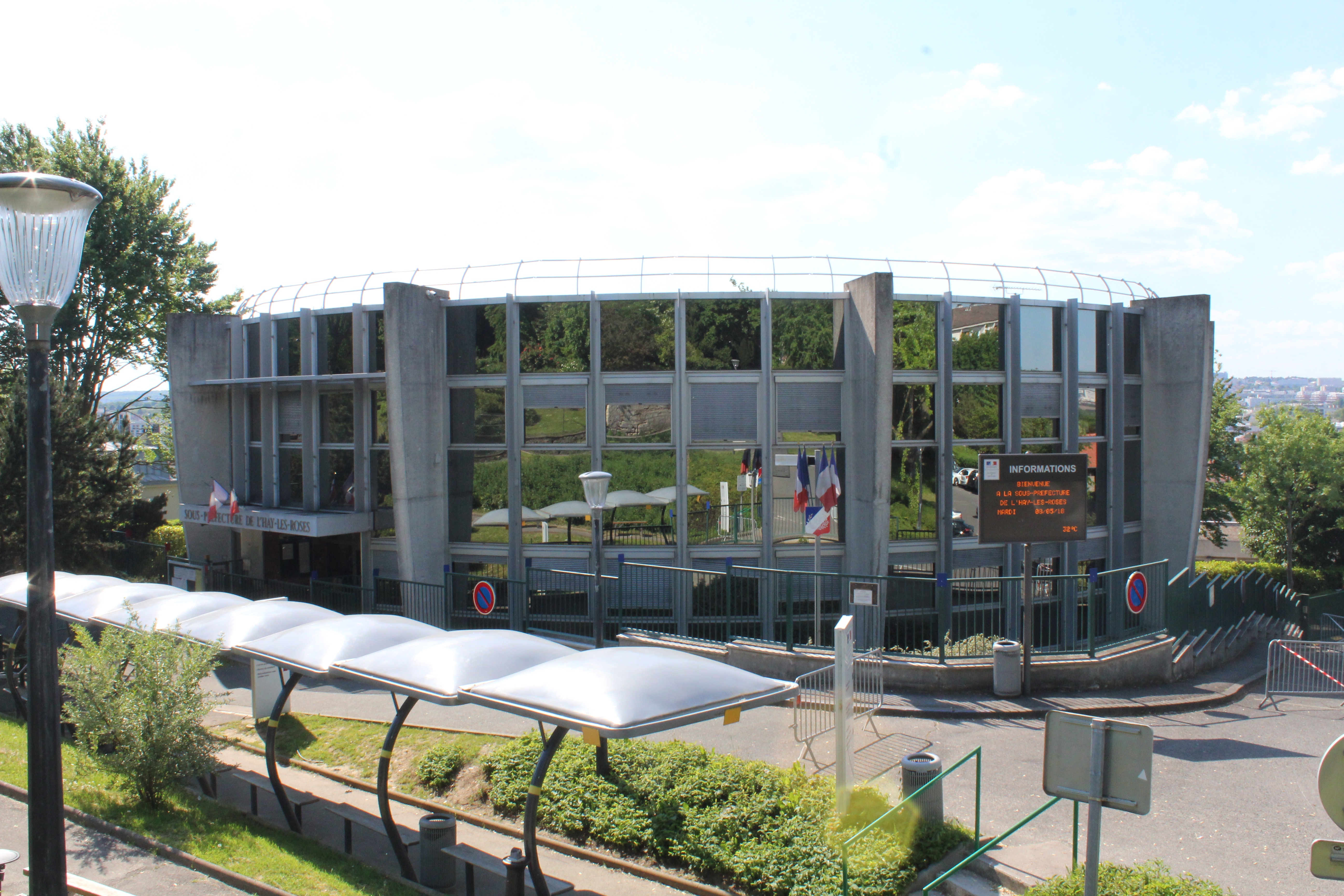
La sous-préfecture.

Antérieurement à la loi du 10 juillet 1964, la commune faisait partie du département de la Seine. La réorganisation de la région parisienne en 1964 fit que la commune appartient désormais au département du Val-de-Marne et, depuis 1972, à son arrondissement de L'Haÿ-les-Roses, dont elle est le chef-lieu, après un transfert administratif effectif au 1er janvier 1968.
Elle faisait partie de 1801 à 1967 du canton de Villejuif. Lors de la mise en place, elle devient en 1967 le chef-lieu du canton de L'Haÿ-les-Roses. Dans le cadre du redécoupage cantonal de 2014 en France, cette circonscription administrative territoriale a disparu, et le canton n'est plus qu'une circonscription électorale.

#### Rattachements électoraux
Pour les élections départementales, la commune est  depuis 2014 le bureau centralisateur d'un nouveau canton de L'Haÿ-les-Roses porte d'une à deux communes.
Pour l'élection des députés, elle fait partie de la septième circonscription du Val-de-Marne.

### Intercommunalité
La commune était membre de la communauté d'agglomération de Val de Bièvre, un établissement public de coopération intercommunale (EPCI) à fiscalité propre créé en 2001 et auquel la commune avait transféré un certain nombre de ses compétences, dans les conditions déterminées par le code général des collectivités territoriales.
Dans le cadre de la mise en œuvre de la volonté gouvernementale de favoriser le développement du centre de l'agglomération parisienne comme pôle mondial est créée, le 1er janvier 2016, la métropole du Grand Paris (MGP), à laquelle la commune a été intégrée.
La loi portant nouvelle organisation territoriale de la République du 7 août 2015 (loi NOTRe) prévoit également la création le 1er janvier 2016 d'établissements publics territoriaux (EPT), qui regroupent l'ensemble des communes de la métropole à l'exception de Paris, et assurent des fonctions de proximité en matière de politique de la ville, d'équipements culturels, socioculturels, socio-éducatifs et sportifs, d'eau et assainissement, de gestion des déchets ménagers et d'action sociale et exerçant également les compétences que les communes avaient transférées aux intercommunalités supprimées.
La commune fait donc également partie depuis le 1er janvier 2016 de l'établissement public territorial Grand-Orly Seine Bièvre, créé par décret du 11 décembre 2015, qui succède à l'ex-communauté d'agglomération de Val de Bièvre.

### Tendances politiques et résultats
Lors du premier tour des élections municipales de 2014 dans le Val-de-Marne, la liste UMP-UDI menée par Vincent Jeanbrun obtient la majorité absolue des suffrages exprimés,  avec 5 558 voix (54,08 %, 30 conseillers municipaux élus dont 8 communautaires), devançant de  838 voix celle PS-PCF-EELV menée par le maire sortant Pierre Coilbault qui a recueilli 4 720 voix (45,92 %, 9 conseillers municipaux élus dont 	2 communautaires).
Lors de ce scrutin, 45,15 % des électeurs se sont abstenus.
Lors du premier tour des élections municipales de 2020 dans le Val-de-Marne, la liste SL-UDI menée par le maire sortant Vincent Jeanbrun obtient la majorité absolue des suffrages exprimés avec 3 948 voix (54,26 %, 30 conseillers municipaux élus dont 1 métropolitain), devançant très largement les listes menées respectivement par : 

- Sophian Moualhi  (DVG-PS-EÉLV-PCF-G.s, 2 223 voix, 30,55 %, 6 conseillers municipaux élus) ;

- Olivier Lafaye (LREM-MoDem-MR-GE-MDP, 1 104 voix, 15,17 %, 3 conseillers municipaux élus).

Lors de ce scrutin marqué par la pandémie de Covid-19 en France, 60,04 % des électeurs se sont abstenus.

### Liste des maires
| Période                                  | Période        | Identité                                             | Étiquette     | Qualité |
| ---------------------------------------- | -------------- | ---------------------------------------------------- | ------------- | --- |
| Les données manquantes sont à compléter. |                |                                                      |               | |
| 1800                                     | 1815           | Jean Boudet                                          |               | |
| 1815                                     | 1816           | Jacques François Claude Guignard                     |               | |
| 1816                                     | 1821           | Charlemagne René Victor Despreaux (de) Saint Sauveur |               | |
| 1821                                     | 1829           | Henri Frédéric Muller                                |               | |
| 1829                                     | 1851           | Pierre Bronzac                                       |               | |
| 1851                                     | 1864           | Michel-Eugène Chevreul                               |               | Chimiste, directeur de la manufacture des Gobelins |
| 1864                                     | 1865           | Jean-Baptiste Flouquet                               |               | |
| 1865                                     | 1876           | Norbert Irénée Hache                                 |               | |
| 1876                                     | 1888           | Eugène Savornin                                      |               | |
| 1888                                     | 1896           | Nicolas Louis Barrué                                 |               | |
| 1896                                     | 1899           | Léon Rameau                                          |               | |
| 1899                                     | 1900           | Paul André Le Père                                   |               | |
| 1900                                     | 1925           | Frédéric Marie Bernhard                              |               | |
| 1925                                     | 1927           | Albert Henri Parienty                                |               | |
| 1927                                     | 1935           | Louis Pasquier                                       | SFIO puis PRS | |
| 1935                                     | 1939           | Raymond Baudin                                       | PCF           | |
| 1939                                     | 1940           | Joseph Ismaël Boisseau                               |               | |
| 1940                                     | 1944           | Gilbert Mathé                                        |               | |
| 1944                                     | 1945           | Roger Jean Couvidou                                  |               | |
| mai 1945                                 | 1947           | Raymond Baudin                                       | PCF           | |
| 1947                                     | 1952           | Fernand André Alexis Chapotot                        |               | |
| 1952                                     | 1953           | Jules Nouel                                          |               | |
| 1953                                     | 1954           | Raymond Baudin                                       | PCF           | Conseiller général de la Seine (1953 → 1955) |
| 1954                                     | mars 1965      | Jean-Marie Ducrot                                    | SFIO          | |
| mars 1965                                | 12 juin 1989   | Pierre Tabanou                                       | SFIO → PS     | Député du Val de Marne (2e puis 12e circ.) (1981 → 1986 et 1988 → 1999) Conseiller général de L'Haÿ-les-Roses (1967 → 1982) Décédé en fonction                                                           |
| juillet 1989                             | septembre 1992 | Marc Méchain                                         | PS            | Enseignant Conseiller général de L'Haÿ-les-Roses (1982 → 1994) Démissionnaire |
| septembre 1992                           | octobre 2012,  | Patrick Sève                                         | PS            | Député du Val-de-Marne (12e circ.) (1989 → 1993 et 1997 → 2002) Conseiller général de L'Haÿ-les-Roses (1994 → 1997) Vice-Président du Conseil Général (1994 → 1997) Démissionnaire                       |
| octobre 2012                             | mars 2014      | Pierre Coilbault                                     | PS            | Conseiller général de L'Haÿ-les-Roses (2008 → 2015) Vice-président du conseil général[Quand ?] |
| mars 2014,                               | octobre 2024   | Vincent Jeanbrun                                     | LR et SL      | Assistant parlementaire Conseiller régional (2015 →) Conseiller départemental de L'Haÿ-les-Roses (2015 → 2016) Député du Val-de-Marne (7e circ) (2024 → ) Démissionnaire après son élection comme député |
| octobre 2024                             | En cours       | Clément Decrouy                                      | LR et SL      | Chef d'entreprise |

### Jumelages
- Omagh (Irlande du Nord) ;
- Bad Hersfeld (Allemagne).

## Équipements et services publics

### Enseignement
Il y a plusieurs écoles à L'Haÿ-les-Roses, correspondant chacune à un nom de quartier : l'école du Centre, l'école des Blondeaux, l'école de la Vallée-aux-Renards, Lallier, le Jardin Parisien (communément appelé JP). Chaque école est séparée en deux parties (A et B).
L'Haÿ-les-Roses possède deux collèges : le collège Pierre-de-Ronsard dont dépendent les habitants du Petit-Robinson, de la Vallée-aux-Renards, des Blondeaux et d'une partie du Centre, et le collège Eugène-Chevreul, dont dépendent les habitants de Lallier, du Jardin Parisien et d'une autre partie du Centre.
L'Haÿ-les-Roses ne possède pas de lycée mais les élèves de la ville sont répartis sur les lycées de secteur suivants : lycée polyvalent Pauline-Roland à Chevilly-Larue ; lycée Frédéric-Mistral à Fresnes, lycée de Cachan (anciennement Maximilien-Sorre) à Cachan.

Quelques équipements de la ville
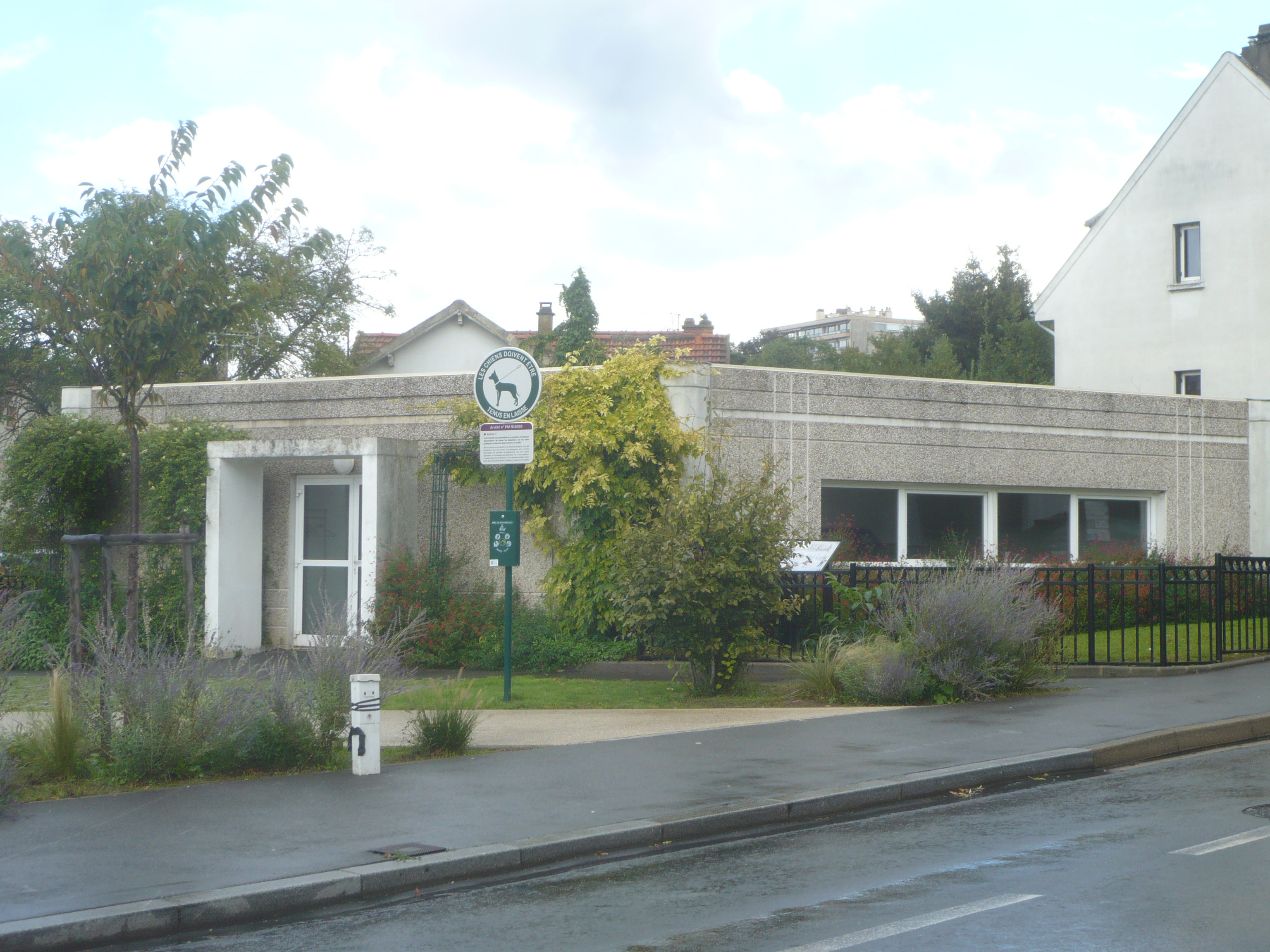
Maison de quartier du Petit-Robinson.
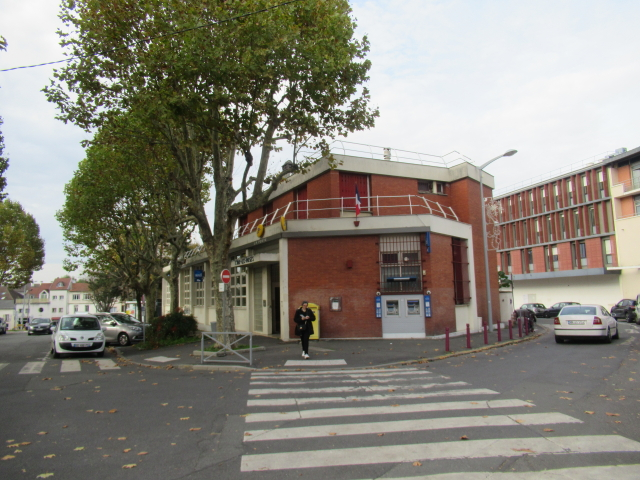
Le bureau de poste.
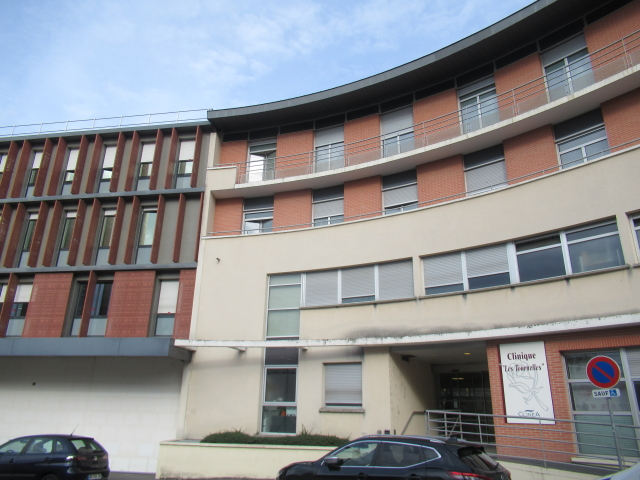
La clinique des Tournelles.

### Équipements culturels
L'Haÿ-les-Roses possède un auditorium appelé « Espace Dispan De Floran », différentes salles d'activités comme au Moulin de la Bièvre.
L'Haÿ-les-Roses dispose également d'un cinéma appelé "La Tournelle", salle mono-écran possédant les labels "art et essai" et "jeune public". *

## Population et société

### Démographie
L'évolution du nombre d'habitants est connue à travers les recensements de la population effectués dans la commune depuis 1793. Pour les communes de plus de 10 000 habitants les recensements ont lieu chaque année à la suite d'une enquête par sondage auprès d'un échantillon d'adresses représentant 8 % de leurs logements, contrairement aux autres communes qui ont un recensement réel tous les cinq ans,.

En 2022, la commune comptait 31 338 habitants, en évolution de +0,48 % par rapport à 2016 (Val-de-Marne : +3 %, France hors Mayotte : +2,11 %).
| 1793 | 1800 | 1806 | 1821 | 1831 | 1836 | 1841 | 1846 | 1851 |
| ---- | ---- | ---- | ---- | ---- | ---- | ---- | ---- | ---- |
| 331  | 331  | 336  | 357  | 360  | 407  | 416  | 477  | 481  |

| 1856 | 1861 | 1866 | 1872 | 1876 | 1881 | 1886 | 1891 | 1896 |
| ---- | ---- | ---- | ---- | ---- | ---- | ---- | ---- | ---- |
| 526  | 585  | 645  | 607  | 671  | 609  | 661  | 760  | 816  |

| 1901  | 1906  | 1911  | 1921  | 1926  | 1931  | 1936  | 1946  | 1954   |
| ----- | ----- | ----- | ----- | ----- | ----- | ----- | ----- | ------ |
| 1 011 | 1 141 | 1 315 | 2 202 | 4 094 | 6 369 | 7 707 | 8 016 | 10 278 |

| 1962   | 1968   | 1975   | 1982   | 1990   | 1999   | 2006   | 2011   | 2016   |
| ------ | ------ | ------ | ------ | ------ | ------ | ------ | ------ | ------ |
| 17 968 | 24 352 | 31 412 | 29 568 | 29 746 | 29 660 | 30 428 | 30 574 | 31 189 |

| 2021   | 2022   | - | - | - | - | - | - | - |
| ------ | ------ | - | - | - | - | - | - | - |
| 31 392 | 31 338 | - | - | - | - | - | - | - |

### Cultes
- L'église Saint-Léonard[42].

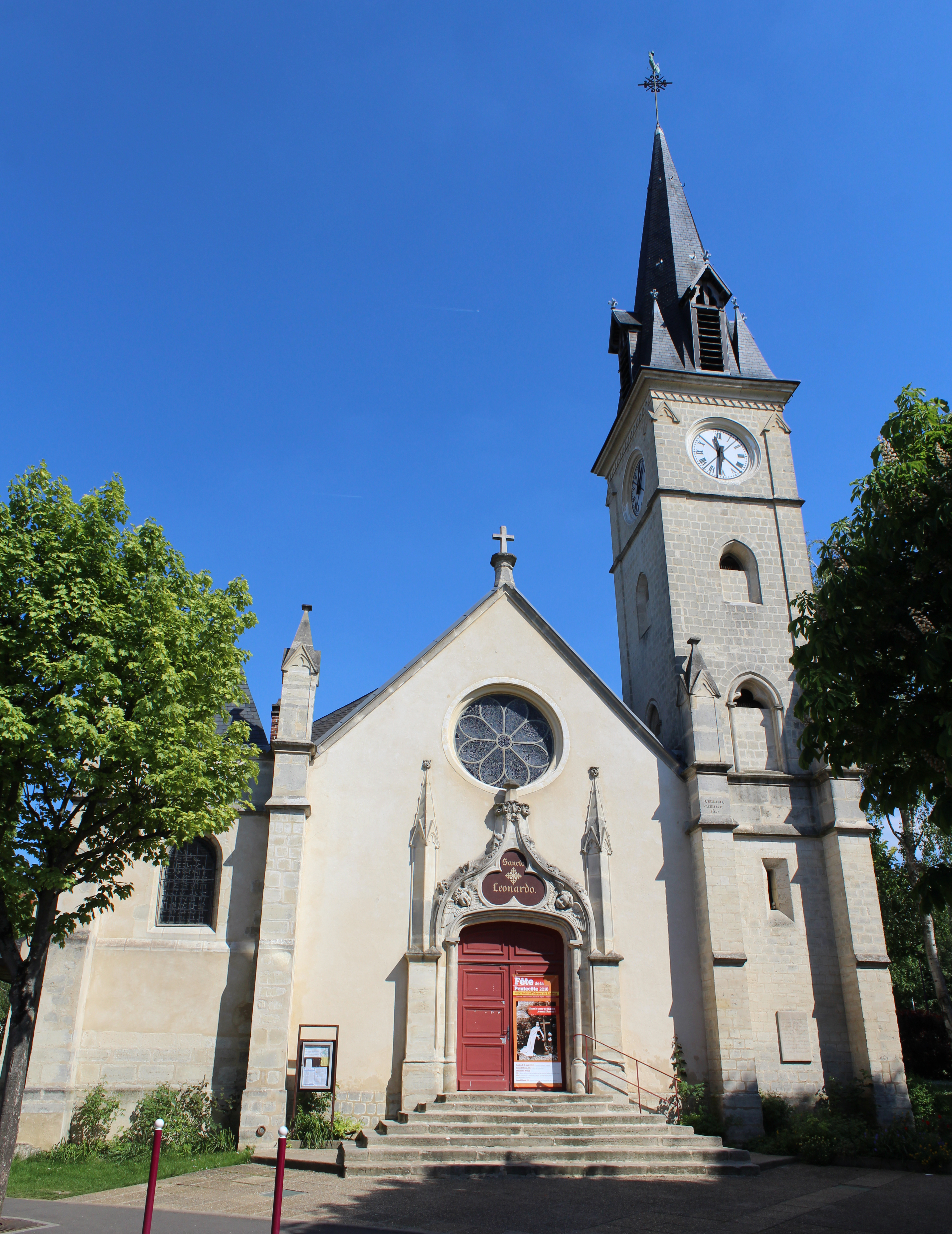
L'église Saint-Léonard.

- Église Saint-Paul de-la-Vallée-aux-Renards.
- La chapelle de La Trinité, rue de Lallier, détruite fin 2016 pour laisser place à la future gare du Grand Paris[43], sera reconstruite entre les trois bâtiments d’I3F.
- Chapelle Sainte-Louise-de-Marillac.
- La chapelle du parc de la Roseraie du Val-de-Marne.

## Économie

### Revenus de la population et fiscalité
En 2010, le revenu fiscal médian par ménage était de 35 459 euros, ce qui plaçait L'Haÿ-les-Roses au 6 053e rang parmi les 31 525 communes de plus de 39 ménages en métropole.

## Culture locale et patrimoine

### Lieux et monuments

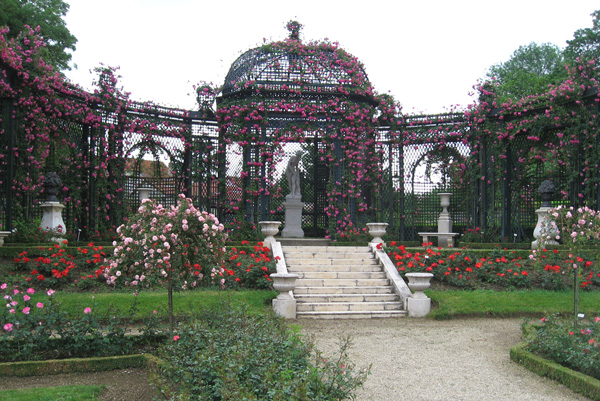
Le dôme de la roseraie du Val-de-Marne.

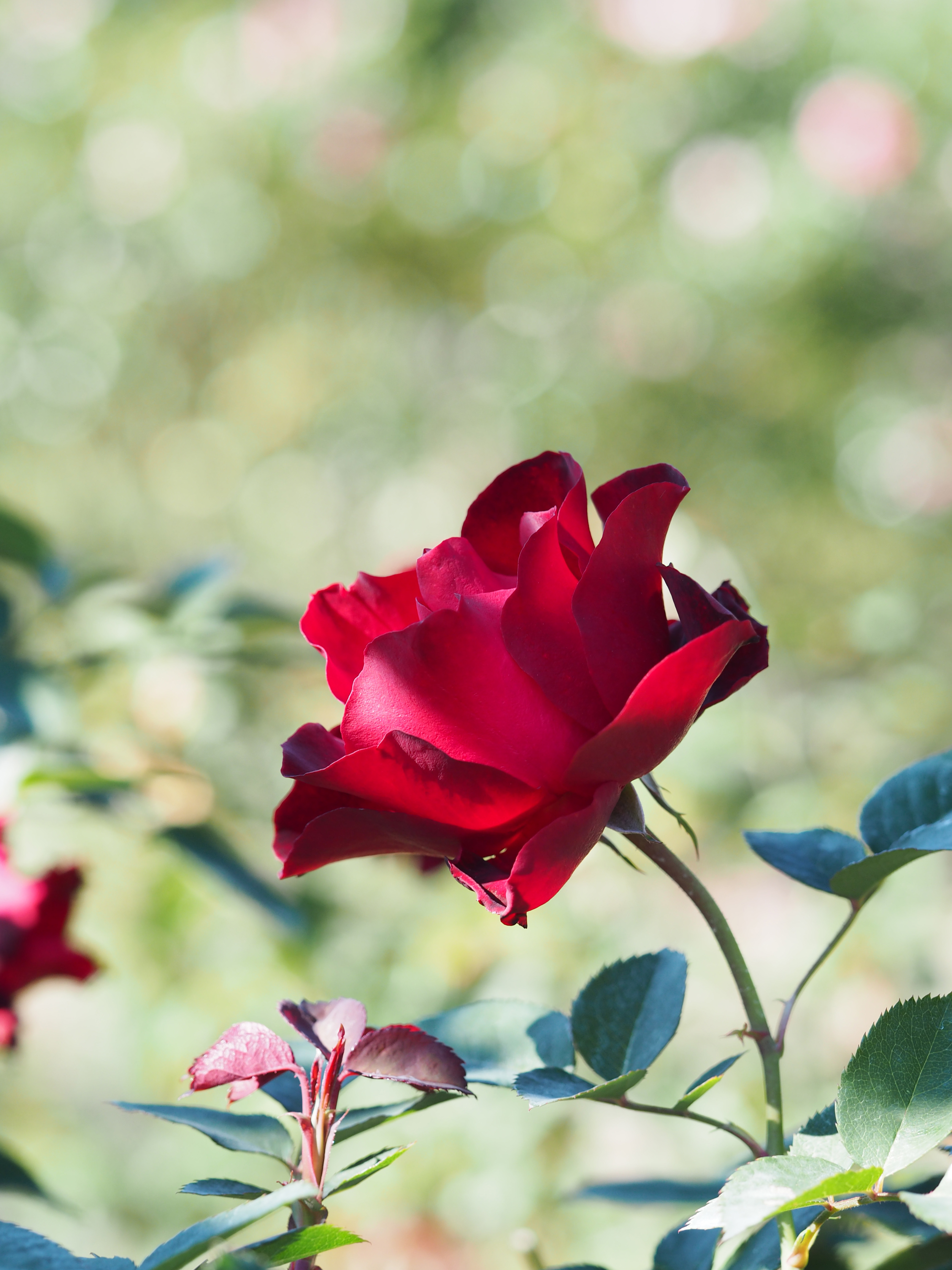
La rose Barbara officiellement présentée à L'Haÿ-les-Roses en 2004.

- Château de la Tournelle dite " Maison Platte". Fief attesté dès 829, représenté en 1610 par une gravure de Claude Chastillon (1559-1616), avec une tour carrée et quatre tourelles. Elle s'écroula un peu avant la Révolution. Ce fief était la propriété de la famille Raguier, trésoriers des guerres chez qui mourut Jean de Dunois en 1468. Il ne reste qu'un pigeonnier sur la propriété.
- Parc départemental de la Roseraie, dont la roseraie du Val-de-Marne qui propose une importante collection de 3 000 roses de dimension internationale. La célèbre rose Barbara y est notamment présentée lors d'une cérémonie officielle en 2004[45].
- Moulin de la Bièvre, moulin à eau, restauré servant aujourd'hui de maison des associations.
- Église Saint-Paul de-la-Vallée-aux-Renards.
- Église Saint-Léonard.
- Chapelle Sainte-Louise-de-Marillac.
- Cimetière de L'Haÿ-les-Roses.
- L'Arbre de Judée de l'Haÿ-les-Roses, classé arbre remarquable en 2001[46]

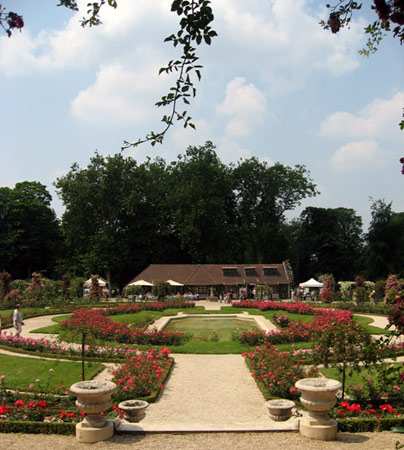
La Roseraie...
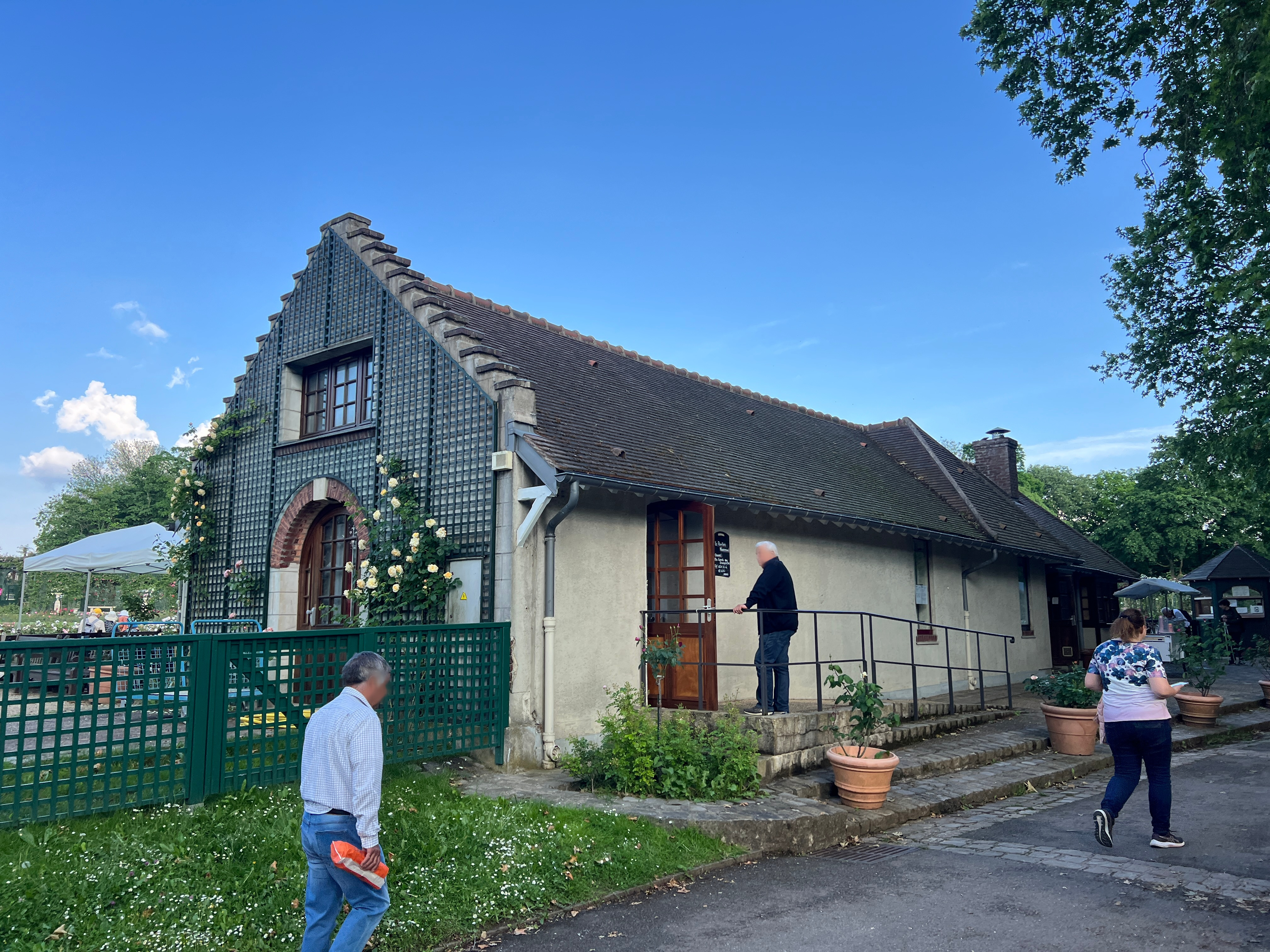
... et son Pavillon normand
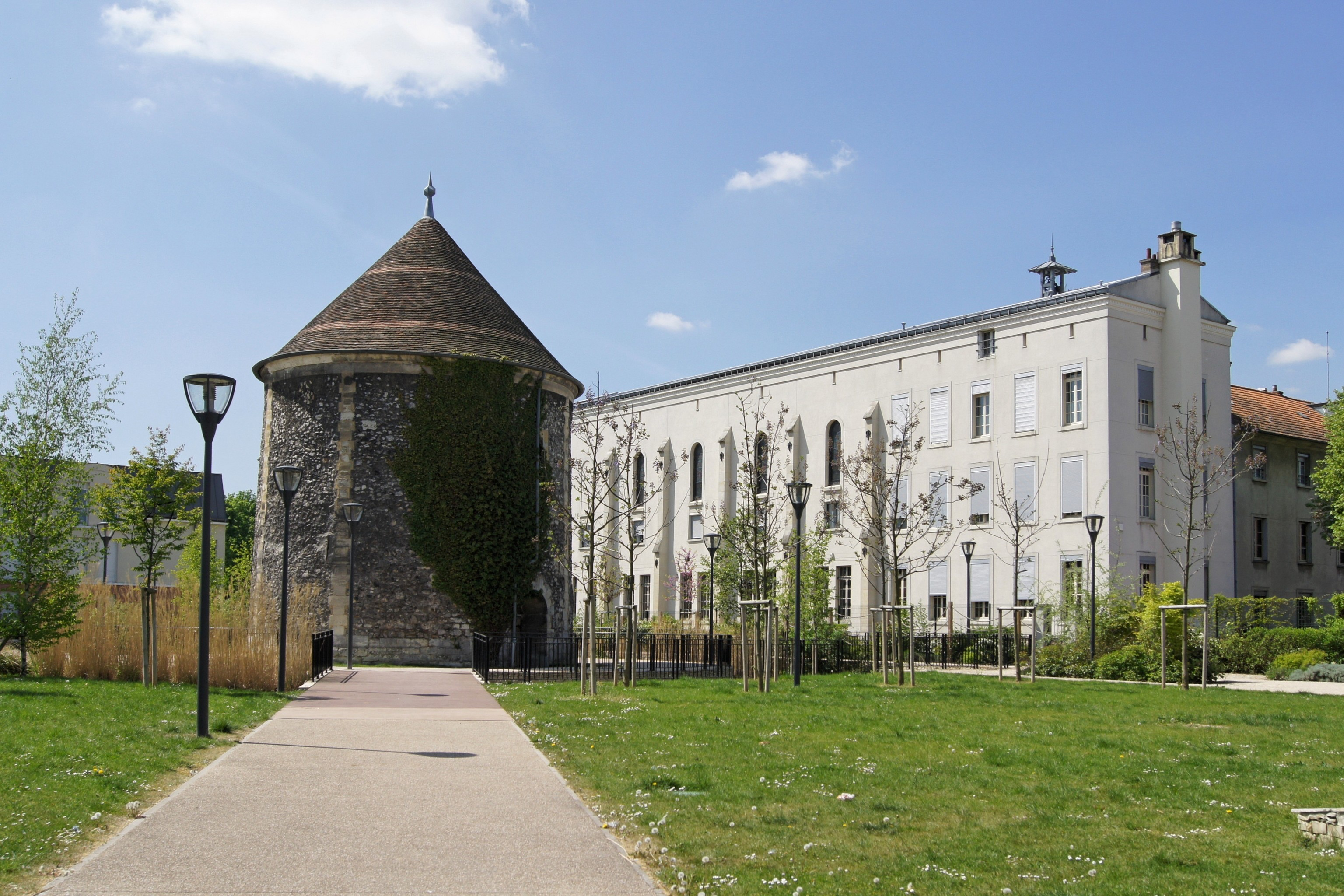
Le château de la Tournelle et le pigeonnier.
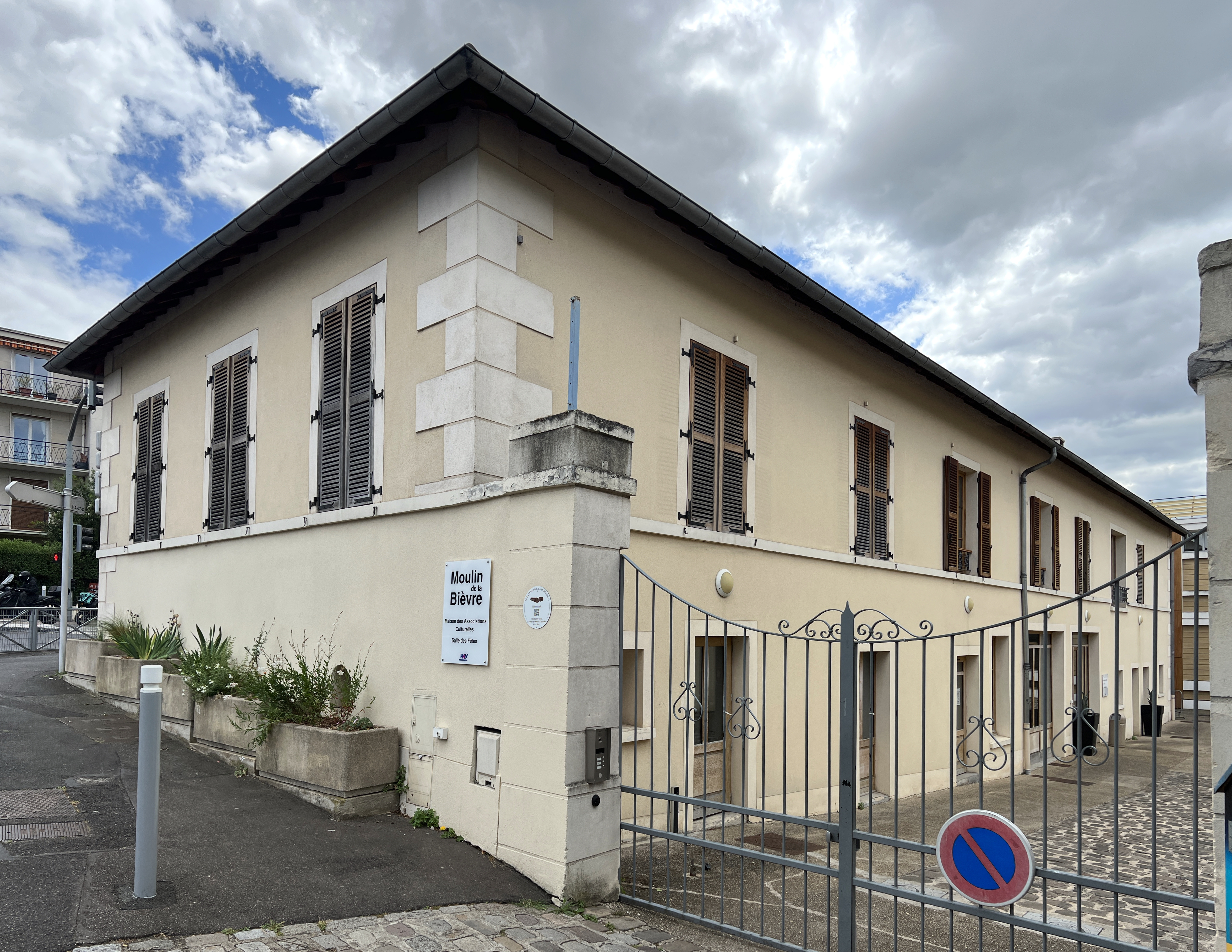
Le moulin de la Bièvre.
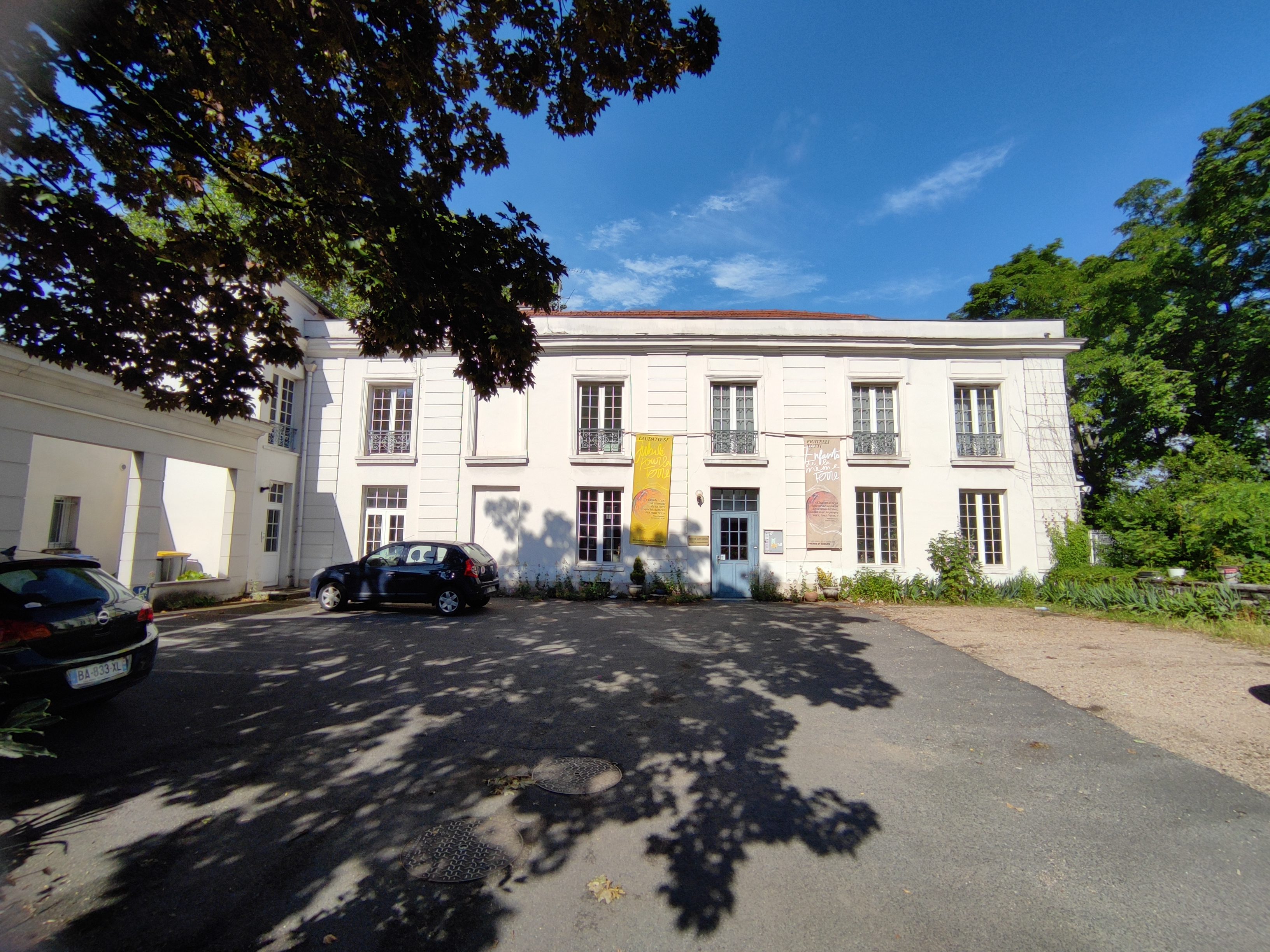
La demeure Le Moutier.
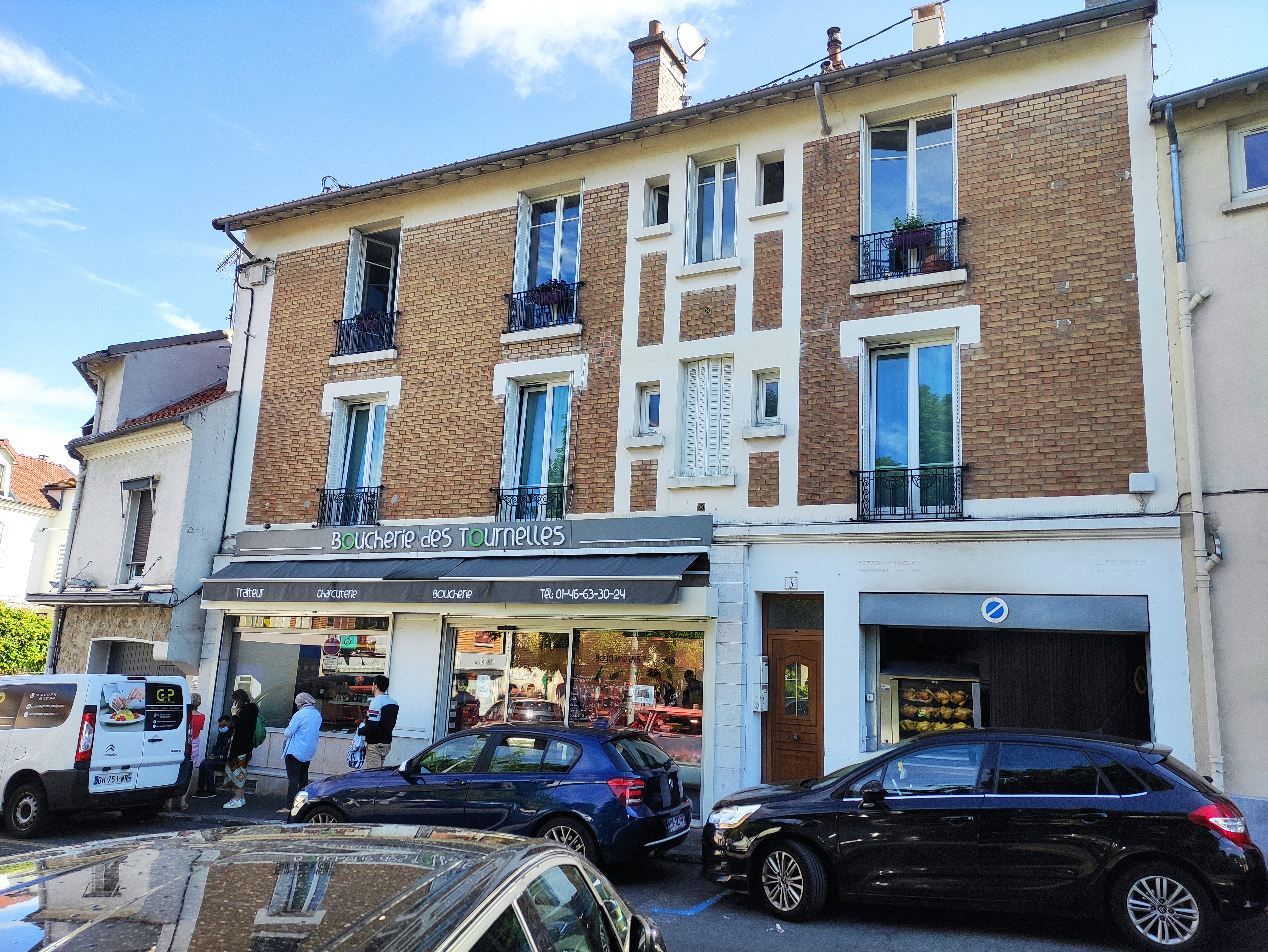
Architecture d'immeuble de rapport.
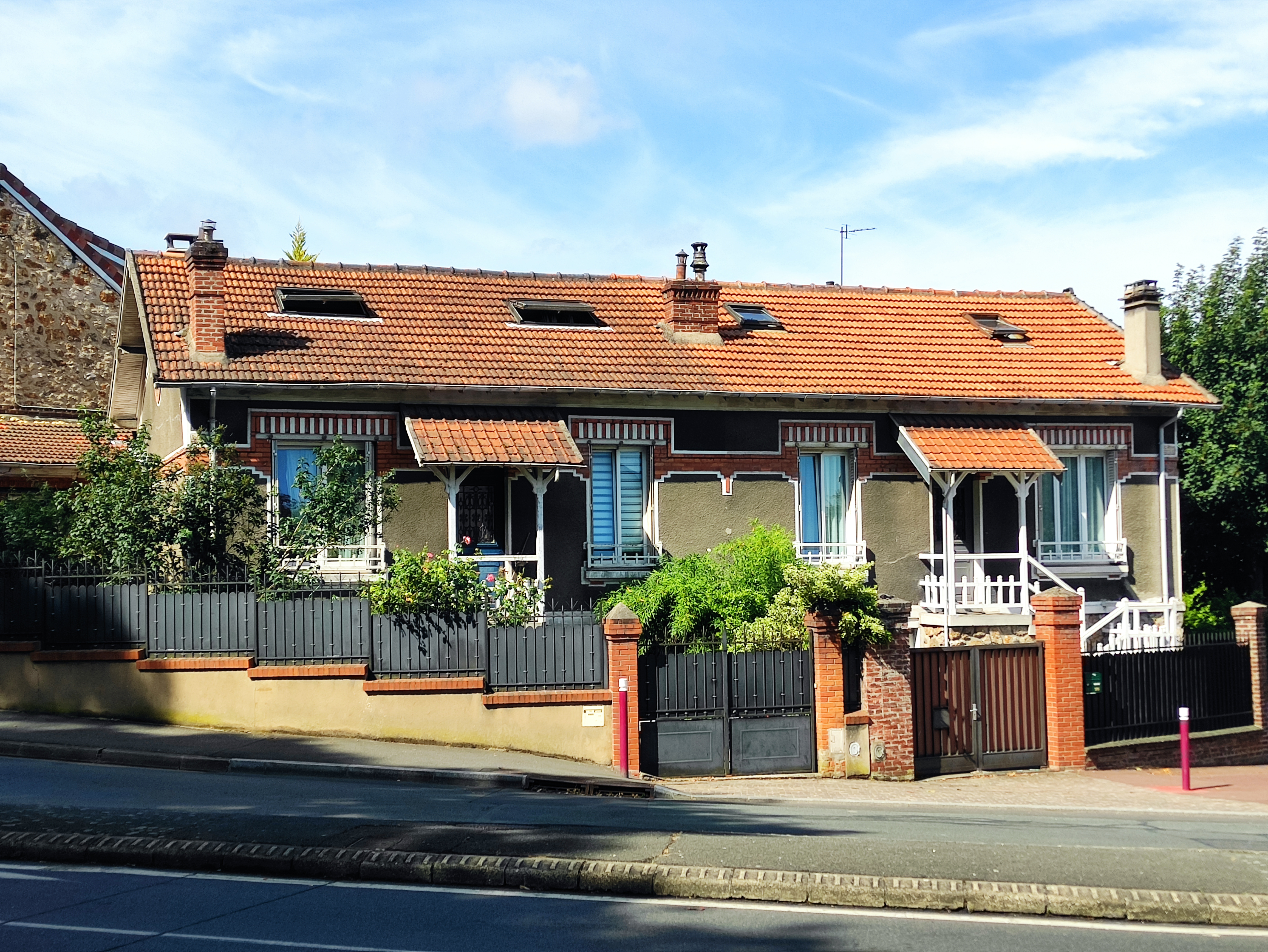
Maison jumelée ouvrière.
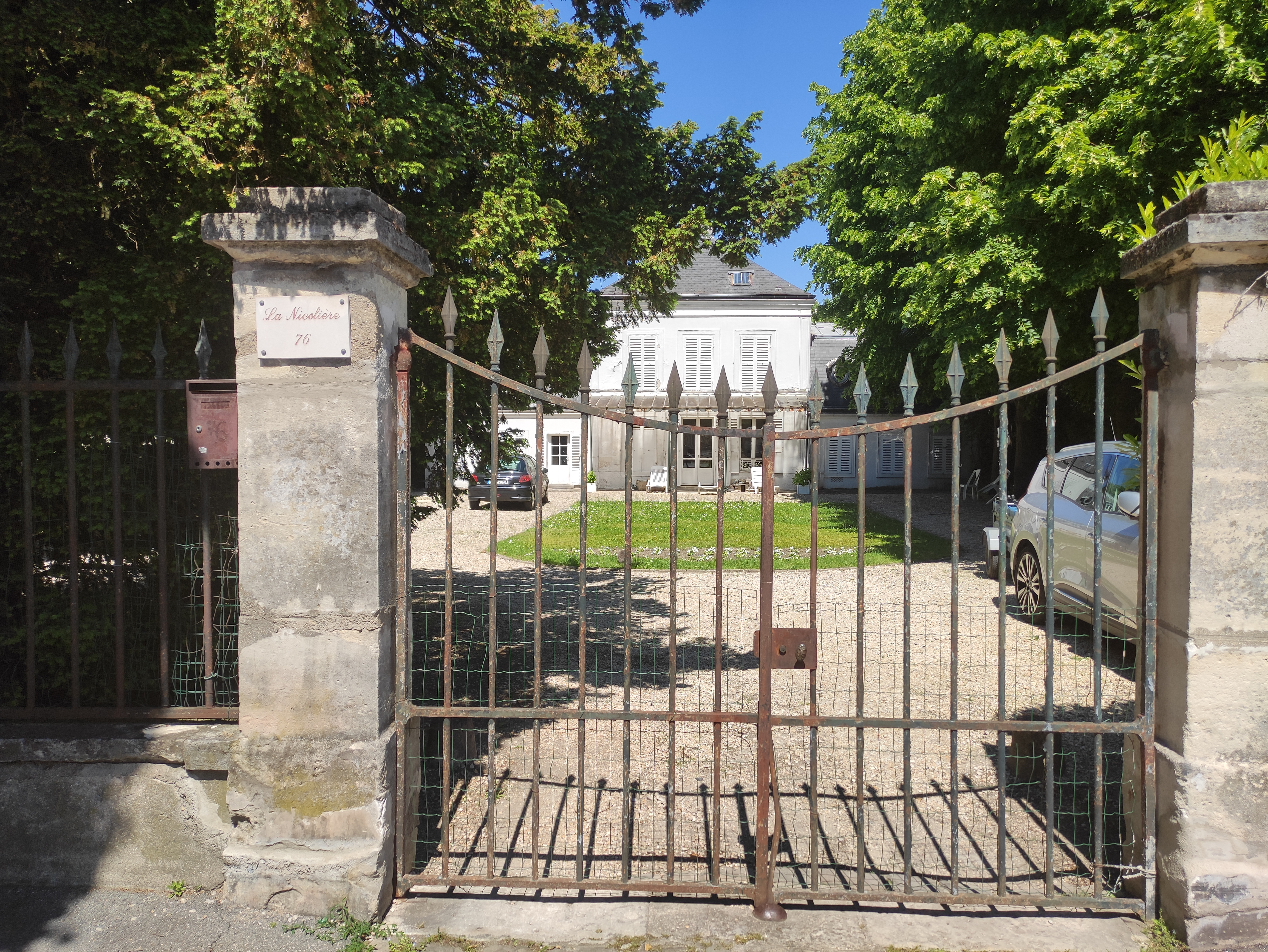
Maison de maître.

### Personnalités liées à la commune
- Jean de Dunois (1403-1468), compagnon d'armes de Jeanne d'Arc et un des capitaines français lors de la guerre de Cent Ans.
- Jean-Marie Ricard, (1622-1678), jurisconsulte.
- Eugène Chevreul (1786-1889), chimiste.
- Alfred-Adolphe-Édouard Lepère (1827-1904), sculpteur et peintre, habitant du 8, rue des Tournelles où il est mort.
- Jules Gravereaux (1844-1916), rhodologue, créateur de la roseraie du Val-de-Marne.
- Thérèse Dispan de Floran (1857-1933), militante pacifiste et pour les droits de l'homme.
- Arthur Bernède (1871-1937), auteur dramatique et romancier.
- Marcelle Géniat (1881-1959), actrice.
- Pierre Gandon (1889-1990), dessinateur et graveur de timbres.
- Li Long Tsi (1896-1986), linguiste coréen, qui y cultiva son jardin une bonne partie de sa vie.
- Charles-Robert Ageron (1923-2008), historien de la colonisation, spécialiste de l'Algérie, vécut à L'Haÿ de 1958 à sa mort et repose au cimetière communal.
- Jacques Arsac (1929-2014), astronome devenu informaticien, correspondant de l'Académie des sciences, habitait au 25 rue Guynemer.
- Rolf Rafflewski (né en 1943), peintre, dessinateur, illustrateur et lithographe.
- Michel Tognini (né en 1949), spationaute, ayant passé une partie de son enfance et de sa jeunesse à L'Haÿ-les-Roses, dont il a plus tard été nommé citoyen d'honneur ; une rue de la commune est nommée en son honneur en 2020[47].
- Laurent Boyer (né en 1958), animateur de télévision et de radio.
- Laurent Gounelle (né en 1966), écrivain, y est né.
- Bruno Roblès, (né en 1967), animateur de radio et de télévision.
- Franck Lagorce (né en 1968), coureur automobile.
- Guillaume Multrier (né en 1970), entrepreneur.
- Gael Roblin (né en 1972), ancien porte-parole du mouvement nationaliste breton d'extrême gauche Emgann, et porte-parole de War-Sav, conseiller municipal de Guingamp.
- Valérie Rabault (née en 1973), économiste, députée de la 1re circonscription de Tarn-et-Garonne.
- Jean Imbert (né en 1981), vainqueur en 2012 du concours culinaire de la troisième saison de l'émission de télévision Top Chef.
- Clémence Poésy (née en 1982), actrice.
- Maëlle Poésy (née en 1984), metteuse en scène et comédienne.
- Alaixys Romao (né en 1984), footballeur international togolais.
- Julio Donisa (1994-), joueur de football français.

### Héraldique, logotype et devise
| Blason de l'Haÿ-les-Roses | Les armes de l'Haÿ-les-Roses se blasonnent ainsi : D'or aux huit roses de gueules mis en orle et boutonnées d'argent. |

La devise de L'Haÿ-les-Roses est « In Pace Bellisque Resplendei », c’est-à-dire « Se distingue dans la paix comme dans la guerre ».
Elle synthétise l'histoire communale : la guerre de 1870 et le renom fourni par la Roseraie.

## Pour approfondir